# Карти (Apple)
Карти (англ. Apple Maps) — служба вебкарт, розроблена компанією Apple Inc. Вона є системою карт за замовчуванням для iOS, iPadOS, macOS і watchOS, надаючи маршрути та орієнтовний час прибуття для навігації автомобілем, пішки, велосипедом чи громадським транспортом. Функція «Flyover» дозволяє переглядати певні густонаселені міські центри та інші визначні місця у вигляді 3D-карти, що складається з моделей будівель і споруд.
Карти Apple, вперше випущені в 2012 році, замінили Карти Google як систему карт за замовчуванням на пристроях Apple. Під час запуску сервіс викликав критику з боку користувачів і рецензентів за неправильні маршрути, скупі дані про громадський транспорт і різні інші баги та помилки. Відтоді Apple продовжила розвиток програми, реагуючи на критику.
«Карти» є ексклюзивними для пристроїв Apple, проте до них можна отримати доступ на пристроях, що були випущені не Apple, використовуючи пошукову систему DuckDuckGo.

## Історія

### Початковий випуск

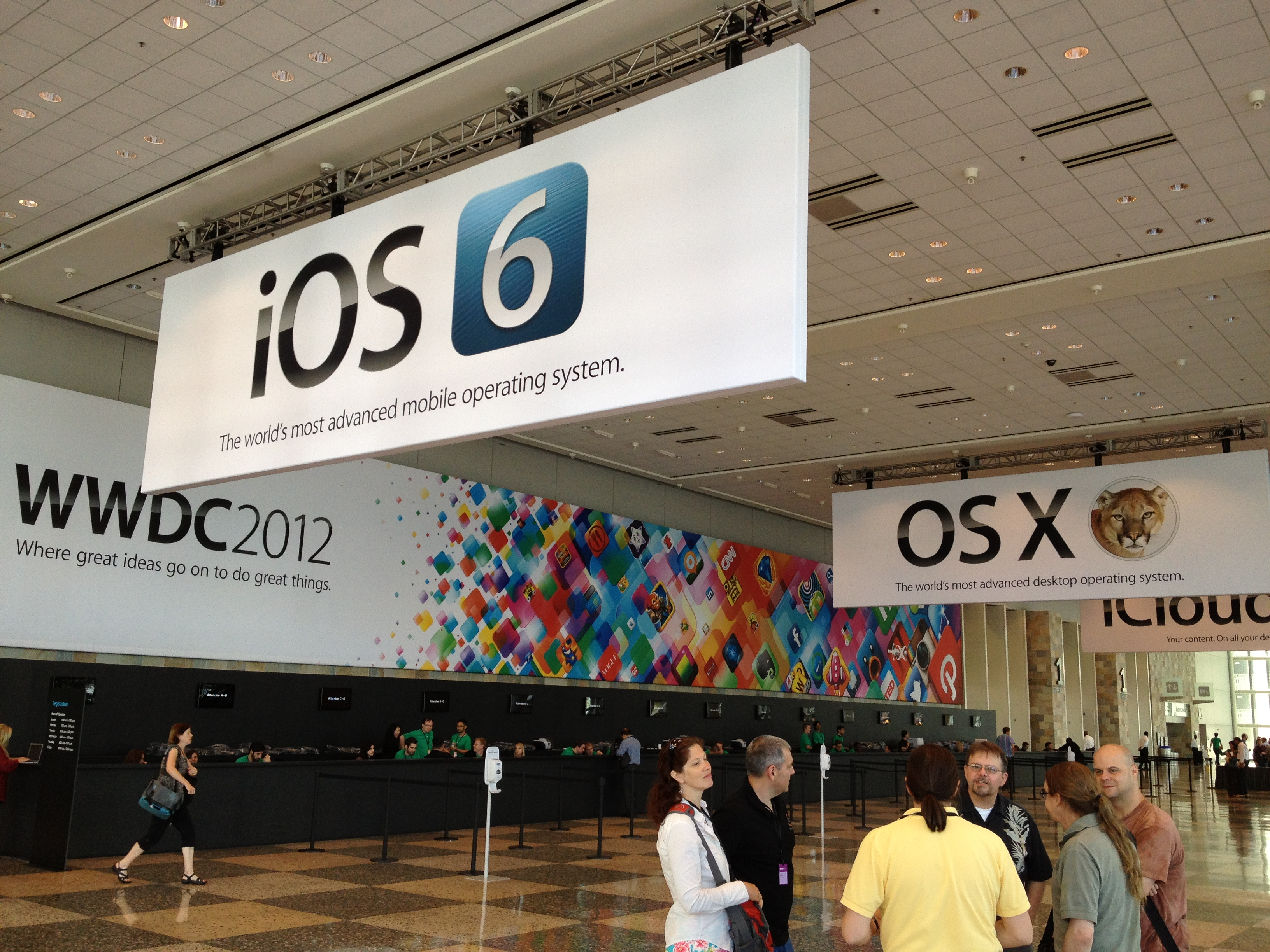
Карти Apple було анонсовано разом із iOS 6, OS X Mountain Lion та iCloud під час Apple Worldwide Developers Conference (WWDC) у 2012 році.

Apple повідомила, що програма замінить Карти Google як службу вебкарт за замовчуванням для iOS. Apple також оголосила, що програма включатиме покрокову навігацію, 3D-карти, функцію Flyovers, 3D-карти, а також віртуального помічника Siri. Картографічний сервіс був випущений 19 вересня 2012 року. Після запуску «Карти» зазнали жорсткої критики, що призвело до публічних вибачень генерального директора Apple Тіма Кука наприкінці вересня 2012 року та звільнення двох ключових співробітників Apple.
Карти Google були картографічною програмою за замовчуванням в iOS починаючи з випуску першого покоління iPhone у 2007 році. Наприкінці 2009 року напруга між Google і Apple зростала, коли у версії Карт Google для Android з'явилася покрокова навігація, яка була відсутня у версії для iOS. Тоді ж Apple стверджувала, що Google збирає забагато даних користувачів. Коли Apple випустила iOS 6, доступ до Карт Google був доступний лише користувачам iOS 6 через Інтернет. Хоча Google не відразу запустив версію Карт для iOS, незабаром після анонсу Карт Apple, Google додала функцію Flyover до своєї програми віртуального глобуса Google Earth. Через три місяці, у грудні 2012 року, Карти Google було випущено в App Store. Ця версія Google Maps, на відміну від попередньої, мала покрокову навігацію. Невдовзі після запуску це була найпопулярніша безкоштовна програма в App Store.
Спекуляції навколо створення Apple власного картографічного сервісу виникли в 2009 році після того, як комп'ютерний журнал Computerworld повідомив, що в липні того ж року Apple придбала компанію Джарона Волдмана Placebase, картографічний онлайн-сервіс. Генеральний директор Placebase став частиною «Geo Team» Apple. У наступні два роки Apple придбала ще дві пов'язані з картографією компанії, які спеціалізувалися на 3D-картах: Poly9 у 2010 році та C3 Technologies у 2011 році. Пізніше зображення C3 Technologies було використано для функції Flyovers у «Картах» Apple. Раніше в 2011 році Apple оголосила про свій план створення картографічного сервісу, коли на своєму вебсайті заявила, що збирає дані про місцезнаходження, щоб створити «покращену службу дорожнього руху в найближчі пару років» для користувачів iPhone. У вересні 2012 року, коли було випущено «Карти» Apple, «джерело», пов'язане як з Google, так і з Apple, заявило технологічному вебсайту TechCrunch, що Apple набирала на роботу співробітників Google, які працювали над Картами Google.

### 2012—2015
У перший рік після випуску «Карти» Apple отримали ряд покращень, які вирішували різні помилки в програмі. Інші зміни включали додаткові супутникові зображення і навігація в більшій кількості міст. У 2013 році Apple також придбала кілька компаній для вдосконалення «Карт», а саме HopStop, Embark, WifiSlam і Locationary, а також команду та технологію компанії BroadMap. HopStop і Embark спеціалізуються на картографуванні громадського транспорту, WifiSlam спеціалізується на внутрішніх картах, Locationary надає точні дані компанії для картографічних послуг, а BroadMap керує, сортує та аналізує картографічні дані.
Під час конференції WWDC у червні 2013 року Apple анонсувала нову версію «Карт» для iOS 7. Ця нова версія мала новий вигляд і нову іконку. Також було реалізовано кілька нових функцій, зокрема повноекранний режим, нічний режим, інформацію про дорожній рух у реальному часі, навігацію для пішоходів і функцію «Часті місця». Останню функцію, яку можна вмикати та вимикати, було введено для фіксації місць, які найчастіше відвідують користувачі, з метою покращення «Карт». Крім того, знову були додані нові супутникові знімки. 18 вересня 2013 року Apple випустила iOS 7. У той час новий iPhone 5S отримав новий співпроцесор руху M7, який може визначити, йде користувач або їде, щоб налаштувати відповідний режим навігації.
Під час тієї ж конференції Apple оголосила, що настільна версія програми «Карти» буде доступна для OS X Mavericks. 22 жовтня 2013 року Apple випустила OS X Mavericks і настільну версію «Карт». Версія для настільного комп'ютера була схожа на версію для iOS 7, але вона була пов'язана з програмами «Контакти» та «Календар». Крім того, версія для настільного комп'ютера дозволяла користувачам надсилати місцезнаходження та маршрути на інші пристрої на базі iOS. У червні наступного року Apple придбала компанію Spotsetter, соціальну пошукову систему, яка давала персоналізовані рекомендації щодо місць, які варто відвідати. Із моменту придбання більшість її співробітників працюють в Apple.
17 вересня 2014 року стала доступна наступниця iOS 7 — iOS 8. Пізніше того ж року, 16 жовтня, Apple випустила OS X Yosemite. Жодне з оновлень не внесло серйозних змін в «Карти». Однак функція «Екскурсії містом» (англ. City Tours) з'явилася як в iOS, так і в OS X. Вона дозволяла користувачеві оглядати локації за допомогою функція Flyovers. Крім того, результати «Карт» відображалися в функції пошуку Spotlight в OS X Yosemite. Пізніше в 2014 році вебсайт 9to5Mac, привсячений новинам Apple, повідомив, що в попередні місяці кілька співробітників «Карт» Apple, включаючи ключового співробітника, залишили компанію, перейшовши до Uber. Наступного року у новому Apple Watch, який вийшов 24 квітня, було додано «Карти» Apple. Програма надає навігаційні підказки, відбуючи на зап'ястя користувача.

### 2015—2018
Під час конференції WWDC 8 червня 2015 року Крейг Федерігі, старший віце-президент Apple із розробки програмного забезпечення, оголосив, що нова версія «Карт» Apple в iOS 9 матиме інформацію про громадський транспорт у ряді міст світу. Функція також стала доступна для OS X El Capitan і watchOS 2. Крім того, Apple додала функцію «Поруч», яка показує найближчі визначні місця в кількох категоріях. Із оновленням програма стала пропонувати об'їзд у разі заторів. Три нові версії операційних систем стали доступними у вересні 2015 року. Окрім цих нових випусків, у 2015 році Apple придбала кілька компаній, щоб ще більше вдосконалити програму картографування. Навесні Apple також придбала Coherent Navigation, яка надає точні дані про місцезнаходження за допомогою High Integrity GPS, і стартап-компанію Mapsense пізніше того ж року. Остання розробила програмне забезпечення для впорядкування великої кількості даних про місцезнаходження.
У 2016 році «Карти» Apple відкрили новий центр розробки, який було оновлено для роботи із watchOS та iOS. Програму було покращено, коли в березні 2016 року вийшла watchOS 2.2. «Карти» Apple було оновлено в новій версії операційної системи, отримавши кілька нових функцій, включаючи «Поруч», яка раніше була ексклюзивною для iOS. Через чотири місяці генеральний директор Apple Тім Кук урочисто відкрив новий офіс у партнерстві з ІТ-компанією RMSI, Noida, у кампусі WaveRock у Гайдарабаді, Індія. Центр розробки зосереджений на розробці «Карт» Apple і налічує 4000 працівників. За даними ZDNet, офіс площею 23 000 м² коштував 25 мільйонів доларів США. У вересні вийшла iOS 10. Оновлення мобільної операційної системи Apple супроводжувалося новим дизайном «Карт» Apple. Крім того, програма була відкрита для розробників і отримала кілька функцій: вона пропонує місця, куди можна піти на базі даних про попереднє використання програми, вона може запам'ятати місце, де користувач припаркував свій автомобіль, вона дозволяє користувачеві фільтрувати пошукові пропозиції, а також покращено покрокову навігацію. Навігація автоматично збільшує та зменшує масштаб, показує затори попереду та дозволяє користувачам шукати визначні місця на маршруті. Ці функції також доступні для CarPlay.

### 2018–сьогодні

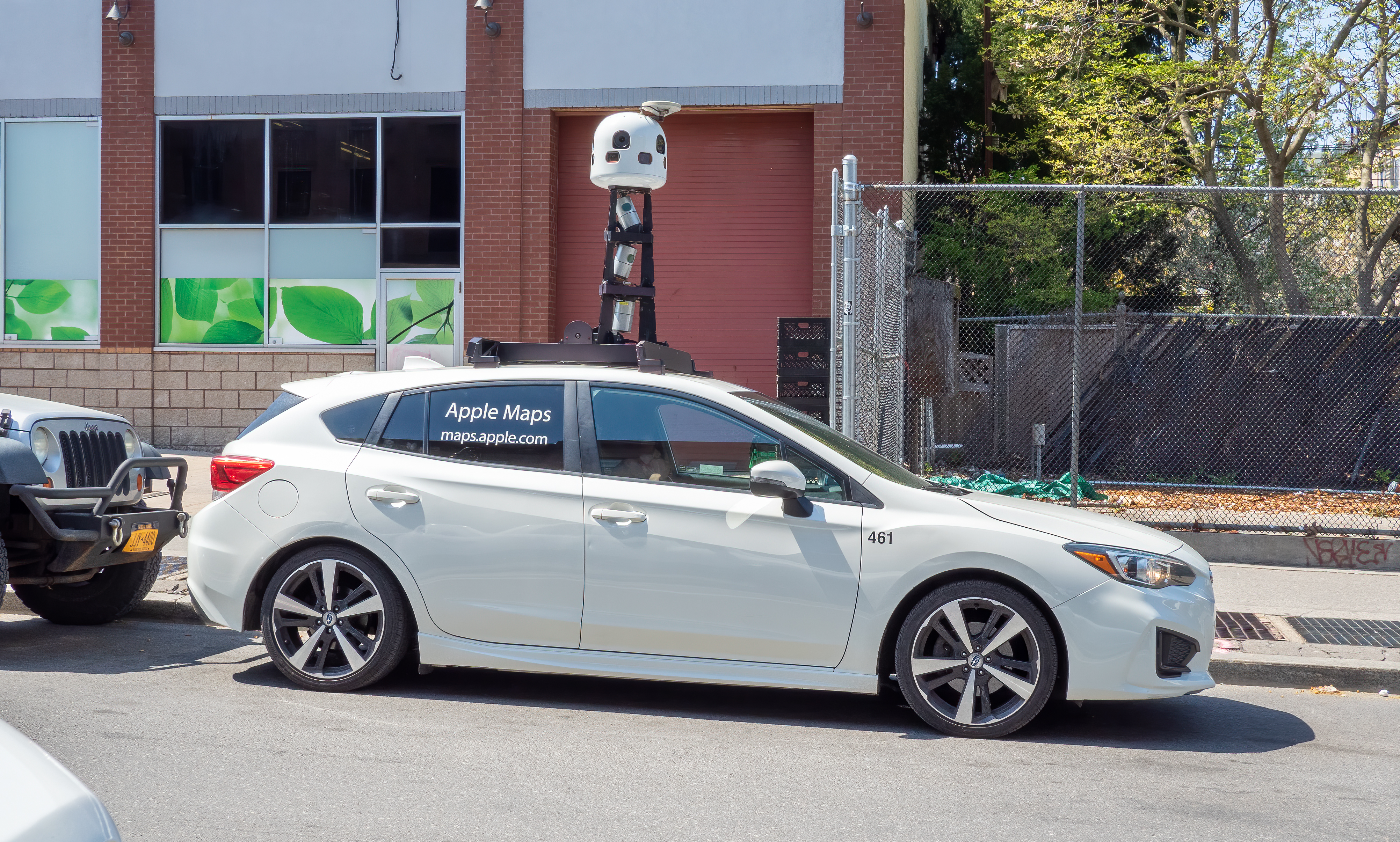
Автомобіль Subaru Impreza для збору даних і зображень для «Карт» Apple в Брукліні, Нью-Йорк у квітні 2021 року

На початку 2018 року Apple оголосила про те, що «Карти» тепер включатимуть інформацію про станції спільного використання велосипедів у понад 175 містах у 36 країнах, включаючи Сан-Франциско (Bay Wheels), Нью-Йорк (Citi Bike), Монреаль (BIXI), Лондон (Santander), Париж (Vélib' Métropole) і Брисбен (CityCycle).
Улітку 2018 року керівник «Карт» Едді К'ю оголосив про основні оновлення «Карт» Apple, які, за його словами, були перебудовані «з нуля» з використанням картографічних даних, які Apple негласно збирала протягом останніх чотирьох років. Нові детальні карти були доступні спочатку для району затоки Сан-Франциско, а пізніше для інших районів Сполучених Штатів та інших країн. Ділянки з новими деталями показують контури будівель, більше другорядних доріг (наприклад, дороги в межах автостоянок), пішохідні доріжки, а також світлофори та знаки зупинки під час навігації. Трав'яні ділянки також показані детальніше; наприклад, смужки трави та рослинності між дорогами, контури лунок на полях для гольфу, бейсбольні/футбольні поля в парках тощо.
У листопаді 2018 року Apple заявила, що відправить свою «команду з рюкзаками», у різні місця, включаючи Лос-Анджелес, Сан-Франциско та округ Санта-Клара, щоб спробувати покращити маршрути «Карт» Apple уздовж пішохідних доріжок і тротуарів. Компанія також заявила, що розгорне свої картографічні машини по всій території США та Великої Британії, щоб збирати власні дані та додавати деталі до карт.
До кінця січня 2020 року Apple завершила впровадження нових детальних карт у Сполучених Штатах і окрузі Колумбія. У квітні 2020 року також було додано кілька територій США. Apple також повідомила, що Європа отримає оновлені карти пізніше того ж року. Під час конференції WWDC 22 червня 2020 року Apple оголосила, що Велика Британія, Ірландія та Канада стануть першими країнами за межами США, які отримають оновлені карти.
У вересні 2020 року велосипедні маршрути було додано до «Карт» разом із загальнодоступним випуском iOS 14, iPadOS 14 і watchOS 7. На момент запуску велосипедні маршрути були доступні лише в містах Нью-Йорк, Лос-Анджелес, Сан-Франциско, Шанхай та Пекін, але з часом Apple має намір розширити кількість таких міст. У жовтні Apple оновила карти для Великої Британії та Ірландії, включивши нові детальні карти, функцію «Роззирнутися» і маршрути для велосипедистів. 19 жовтня 2020 року Apple почала тестувати свої нові карти для Канади та випустила остаточну версію 10 грудня 2020 року.
22 квітня 2021 року Apple почала тестувати свої нові карти для Іспанії та Португалії, а остаточна версія була представлена під час щорічної конференції Apple WWDC 7 червня 2021 року. Крім того, Apple оголосила, що Італія та Австралія отримають нові карти пізніше цього ж року. Під час конференції WWDC 2021 Apple оголосила про новий «Міський огляд» для вибраних районів, який, серед іншого, включатиме реальну ширину доріг, рослинність, смуги для поворотів, реалістичні моделі будівель і кольори. У 2021 році Apple випустила цей новий «огляд» у семи містах, включаючи Лос-Анджелес і Нью-Йорк; у майбутньому компанія обіцяє цю функцію для більшої кількості міст. Крім того, Apple оголосила про нові зміни в функції «Громадський транспорт» і маршрутах, не пов'язаних з транспортними засобами, наприклад, нові пішохідні маршрути з доповненою реальністю та можливість стежити за транспортом на Apple Watch. Apple опублікувала свої нові картографічні дані для Італії, Сан-Марино, Ватикану та Андоррі 10 вересня 2021 року, а також додала транзитний транспорт у режимі реального часу для Рима, Мілана та Турину 26 вересня. Apple опублікувала свої нові картографічні дані для Австралії 9 грудня 2021 року. У серпні 2021 року нативні рейтинги та фотосистема стали доступними для користувачів із США, які раніше використовували Foursquare, Yelp і Tripadvisor.
4 березня 2022 року Apple почала тестувати свої нові картографічні дані в Німеччині та Сінгапурі, а остаточну версію «Карт» для них було запущено 21 квітня 2022 року. 24 березня 2022 року Apple опублікувала новий детальний «огляд міста» для Монреаля, Торонто та Ванкувера. 29 травня 2022 року Apple почала тестувати свої нові картографічні дані у Франції, Монако та Новій Зеландії, а остаточну версію для них було запущено 7 липня 2021 року. Під час щорічної конференції Apple WWDC 6 червня 2022 року Apple оголосила, що крім Франції, Монако та Нової Зеландії, нові карти будуть доступні для Бельгії, Ізраїлю, Ліхтенштейну, Люксембургу, Нідерландів, Палестинських територій, Саудівської Аравії та Швейцарії. Що стосується детального «міського огляду», Apple оголосила, що Атланта, Чикаго, Лас-Вегас, Маямі, Сіетл, Сідней і Мельбурн отримають цю функцію пізніше цього ж року. Apple запровадила прокладання маршрутів з кількома зупинками, оплату в транспорті та Mapkit для кращої інтеграції продуктів у програми для розробників.
5 серпня 2022 року Apple почала тестувати свої нові картографічні дані в Ізраїлі, на Палестинських територіях і в Саудівській Аравії. Apple також опублікувала новий докладний «огляд міста» для Атланти, Маямі та Сіетла.

## Функції

«Карти» Apple, які дають маршрут із Сан-Франциско до Лос-Анджелеса на iPad з iOS 9

«Карти» Apple почали використовувати векторну графіку раніше конкурента — Карти Google, що дозволило програмі використовувати менше даних, ніж Карти Google. Карта має чотири доступні шари: звичайна карта, вигляд із супутника, змішаний вигляд (комбінація звичайного вигляду та вигляду із супутника) та вигляд громадського транспорту. Основним постачальником картографічних даних є TomTom, але дані також надають Automotive Navigation Data, Getchee, Hexagon AB, IGN, Increment P, Intermap Technologies, LeadDog, MDA Information Systems, OpenStreetMap і Waze. Apple продовжила свою угоду з TomTom у 2015 році. TomTom є материнською компанією Tele Atlas, яка також використовується конкурентом «Карт» Apple — Картами Google. Супутникові знімки надаються компанією Maxar Technologies. iPhone, розташовані в Китаї, замість цього використовують дані від AutoNavi.
«Карти» Apple можна використовувати для планування маршрутів. Служба навігації включає покрокову навігацію з голосовими інструкціями для транспортних засобів, пішоходів і громадського транспорту. За даними Apple, функція навігації доступна в 56 країнах світу. «Карти» Apple також можна використовувати для перегляду інформації про дорожній рух у реальному часі. Крім того, віртуальний помічник Apple Siri інтегрований в «Карти» Apple. На карті відображаються визначні місця, надані приблизно двадцятьма компаніями, зокрема Booking.com, Foursquare, TripAdvisor і Yelp. Дані з Foursquare були додані наприкінці 2015 року. Користувачі можуть ставити шпильки на карту, щоб зберігати місця для подальшого пошуку. Супутникове зображення містить естакади, тривимірні супутникові зображення, у визначених місцях.
| Країна                               | Кількість доступних функцій | Маршрути | Покрокова навігація | Трафік | Поруч | Камери швидкості | Транзит | Смуга руху | Flyover | Плани приміщень аеропортів | Плани приміщень торгових центрів | Обмеження швидкості | Транзит у реальному часі | Зони заторів | Роззирнутися | Велосипеди | Уточнення місцезнаходження | Пішохідні маршрути доповненої реальності | Детальний огляд міста |
| ------------------------------------ | --------------------------- | -------- | ------------------- | ------ | ----- | ---------------- | ------- | ---------- | ------- | -------------------------- | -------------------------------- | ------------------- | ------------------------ | ------------ | ------------ | ---------- | -------------------------- | ---------------------------------------- | --------------------- |
| Афганістан                           | 2                           |          |                     |        |       |                  |         |            |         |                            |                                  |                     |                          |              |              |            |                            |                                          |                       |
| Аландські острови                    | 3                           | Так      | Так                 |        |       |                  |         |            |         |                            |                                  |                     |                          |              |              |            |                            |                                          |                       |
| Албанія                              | 3                           | Так      | Ні                  |        |       |                  |         |            |         |                            |                                  |                     |                          |              |              |            |                            |                                          |                       |
| Алжир                                | 3                           | Так      | Ні                  |        |       |                  |         |            |         |                            |                                  |                     |                          |              |              |            |                            |                                          |                       |
| Американське Самоа                   | 2                           |          |                     |        |       |                  |         |            |         |                            |                                  |                     |                          |              |              |            |                            |                                          |                       |
| Андорра                              | 8                           | Так      | Так                 | Так    |       | Так              |         | Так        |         |                            |                                  | Так                 |                          |              | Так          |            |                            |                                          |                       |
| Ангола                               | 3                           | Так      | Ні                  |        |       |                  |         |            |         |                            |                                  |                     |                          |              |              |            |                            |                                          |                       |
| Ангілья                              | 3                           | Так      | Так                 |        |       |                  |         |            |         |                            |                                  |                     |                          |              |              |            |                            |                                          |                       |
| Антарктида                           | 2                           |          |                     |        |       |                  |         |            |         |                            |                                  |                     |                          |              |              |            |                            |                                          |                       |
| Антигуа і Барбуда                    | 3                           | Так      | Так                 |        |       |                  |         |            |         |                            |                                  |                     |                          |              |              |            |                            |                                          |                       |
| Аргентина                            | 5                           | Так      | Так                 | Так    | Так   |                  |         |            |         |                            |                                  |                     |                          |              |              |            |                            |                                          |                       |
| Вірменія                             | 3                           | Так      | Так                 |        |       |                  |         |            |         |                            |                                  |                     |                          |              |              |            |                            |                                          |                       |
| Аруба                                | 3                           | Так      | Так                 |        |       |                  |         |            |         |                            |                                  |                     |                          |              |              |            |                            |                                          |                       |
| Австралія                            | 14                          | Так      | Так                 | Так    | Так   | Так              | Так     | Так        | Так     | Так                        | Так                              | Так                 | Так                      |              | Так          |            |                            |                                          |                       |
| Австрія                              | 11                          | Так      | Так                 | Так    | Так   | Так              | Так     | Так        | Так     | Так                        | Так                              |                     |                          |              |              |            |                            |                                          |                       |
| Азербайджан                          | 2                           |          |                     |        |       |                  |         |            |         |                            |                                  |                     |                          |              |              |            |                            |                                          |                       |
| Багамські Острови                    | 4                           | Так      | Так                 |        |       |                  |         |            | Так     |                            |                                  |                     |                          |              |              |            |                            |                                          |                       |
| Бахрейн                              | 3                           |          |                     | Так    |       |                  |         |            |         |                            |                                  |                     |                          |              |              |            |                            |                                          |                       |
| Бангладеш                            | 2                           |          |                     |        |       |                  |         |            |         |                            |                                  |                     |                          |              |              |            |                            |                                          |                       |
| Барбадос                             | 3                           | Так      | Так                 |        |       |                  |         |            |         |                            |                                  |                     |                          |              |              |            |                            |                                          |                       |
| Білорусь                             | 3                           | Так      | Ні                  |        |       |                  |         |            |         |                            |                                  |                     |                          |              |              |            |                            |                                          |                       |
| Бельгія                              | 11                          | Так      | Так                 | Так    | Так   | Так              | Так     | Так        | Так     |                            |                                  |                     | Так                      | Так          |              |            |                            |                                          |                       |
| Беліз                                | 2                           |          |                     |        |       |                  |         |            |         |                            |                                  |                     |                          |              |              |            |                            |                                          |                       |
| Бенін                                | 2                           |          |                     |        |       |                  |         |            |         |                            |                                  |                     |                          |              |              |            |                            |                                          |                       |
| Бермудські Острови                   | 3                           | Так      | Так                 |        |       |                  |         |            |         |                            |                                  |                     |                          |              |              |            |                            |                                          |                       |
| Бутан                                | 2                           |          |                     |        |       |                  |         |            |         |                            |                                  |                     |                          |              |              |            |                            |                                          |                       |
| Болівія                              | 2                           |          |                     |        |       |                  |         |            |         |                            |                                  |                     |                          |              |              |            |                            |                                          |                       |
| Карибські Нідерланди                 | 2                           |          |                     |        |       |                  |         |            |         |                            |                                  |                     |                          |              |              |            |                            |                                          |                       |
| Боснія і Герцеговина                 | 3                           | Так      | Ні                  |        |       |                  |         |            |         |                            |                                  |                     |                          |              |              |            |                            |                                          |                       |
| Ботсвана                             | 2                           |          |                     |        |       |                  |         |            |         |                            |                                  |                     |                          |              |              |            |                            |                                          |                       |
| Бразилія                             | 7                           | Так      | Так                 | Так    | Так   | Так              | Так     |            |         |                            |                                  |                     |                          |              |              |            |                            |                                          |                       |
| Британські Віргінські Острови        | 3                           | Так      | Так                 |        |       |                  |         |            |         |                            |                                  |                     |                          |              |              |            |                            |                                          |                       |
| Бруней                               | 4                           | Так      | Так                 | Так    |       |                  |         |            |         |                            |                                  |                     |                          |              |              |            |                            |                                          |                       |
| Болгарія                             | 4                           | Так      | Так                 | Так    |       |                  |         |            |         |                            |                                  |                     |                          |              |              |            |                            |                                          |                       |
| Буркіна-Фасо                         | 3                           | Так      | Ні                  |        |       |                  |         |            |         |                            |                                  |                     |                          |              |              |            |                            |                                          |                       |
| Бурунді                              | 2                           |          |                     |        |       |                  |         |            |         |                            |                                  |                     |                          |              |              |            |                            |                                          |                       |
| Камбоджа                             | 2                           |          |                     |        |       |                  |         |            |         |                            |                                  |                     |                          |              |              |            |                            |                                          |                       |
| Камерун                              | 2                           |          |                     |        |       |                  |         |            |         |                            |                                  |                     |                          |              |              |            |                            |                                          |                       |
| Канада                               | 18                          | Так      | Так                 | Так    | Так   | Так              | Так     | Так        | Так     | Так                        | Так                              | Так                 | Так                      |              | Так          | Так        | Так                        | Так                                      | Так                   |
| Кабо-Верде                           | 2                           |          |                     |        |       |                  |         |            |         |                            |                                  |                     |                          |              |              |            |                            |                                          |                       |
| Карибські Нідерланди                 | 3                           | Так      | Так                 |        |       |                  |         |            |         |                            |                                  |                     |                          |              |              |            |                            |                                          |                       |
| Кайманові Острови                    | 3                           | Так      | Так                 |        |       |                  |         |            |         |                            |                                  |                     |                          |              |              |            |                            |                                          |                       |
| Центральноафриканська Республіка     | 3                           | Так      | Ні                  |        |       |                  |         |            |         |                            |                                  |                     |                          |              |              |            |                            |                                          |                       |
| Чад                                  | 2                           |          |                     |        |       |                  |         |            |         |                            |                                  |                     |                          |              |              |            |                            |                                          |                       |
| Чилі                                 | 5                           | Так      | Ні                  | Так    | Так   |                  |         |            |         |                            |                                  |                     |                          |              |              |            |                            |                                          |                       |
| КНР                                  | 12                          | Так      | Так                 | Так    | Так   |                  | Так     | Так        |         | Так                        | Так                              | Так                 | Так                      |              |              | Так        |                            |                                          |                       |
| Острів Різдва                        | 2                           |          |                     |        |       |                  |         |            |         |                            |                                  |                     |                          |              |              |            |                            |                                          |                       |
| Кокосові острови                     | 2                           |          |                     |        |       |                  |         |            |         |                            |                                  |                     |                          |              |              |            |                            |                                          |                       |
| Колумбія                             | 3                           |          |                     | Так    |       |                  |         |            |         |                            |                                  |                     |                          |              |              |            |                            |                                          |                       |
| Коморські Острови                    | 2                           |          |                     |        |       |                  |         |            |         |                            |                                  |                     |                          |              |              |            |                            |                                          |                       |
| ДР Конго                             | 3                           | Так      | Ні                  |        |       |                  |         |            |         |                            |                                  |                     |                          |              |              |            |                            |                                          |                       |
| Республіка Конго                     | 2                           |          |                     |        |       |                  |         |            |         |                            |                                  |                     |                          |              |              |            |                            |                                          |                       |
| Острови Кука                         | 2                           |          |                     |        |       |                  |         |            |         |                            |                                  |                     |                          |              |              |            |                            |                                          |                       |
| Коста-Рика                           | 2                           |          |                     |        |       |                  |         |            |         |                            |                                  |                     |                          |              |              |            |                            |                                          |                       |
| Хорватія                             | 7                           | Так      | Так                 | Так    | Так   | Так              |         | Так        |         |                            |                                  |                     |                          |              |              |            |                            |                                          |                       |
| Куба                                 | 2                           |          |                     |        |       |                  |         |            |         |                            |                                  |                     |                          |              |              |            |                            |                                          |                       |
| Кюрасао                              | 2                           |          |                     |        |       |                  |         |            |         |                            |                                  |                     |                          |              |              |            |                            |                                          |                       |
| Кіпр                                 | 2                           |          |                     |        |       |                  |         |            |         |                            |                                  |                     |                          |              |              |            |                            |                                          |                       |
| Чехія                                | 10                          | Так      | Так                 | Так    | Так   | Так              | Так     | Так        | Так     | Так                        |                                  |                     |                          |              |              |            |                            |                                          |                       |
| Данія                                | 10                          | Так      | Так                 | Так    | Так   | Так              | Так     |            | Так     | Так                        | Так                              |                     |                          |              |              |            |                            |                                          |                       |
| Джибуті                              | 2                           |          |                     |        |       |                  |         |            |         |                            |                                  |                     |                          |              |              |            |                            |                                          |                       |
| Домініка                             | 2                           |          |                     |        |       |                  |         |            |         |                            |                                  |                     |                          |              |              |            |                            |                                          |                       |
| Домініканська Республіка             | 4                           | Так      | Так                 | Так    |       |                  |         |            |         |                            |                                  |                     |                          |              |              |            |                            |                                          |                       |
| Східний Тимор                        | 2                           |          |                     |        |       |                  |         |            |         |                            |                                  |                     |                          |              |              |            |                            |                                          |                       |
| Еквадор                              | 2                           |          |                     |        |       |                  |         |            |         |                            |                                  |                     |                          |              |              |            |                            |                                          |                       |
| Єгипет                               | 4                           | Так      | Так                 | Так    |       |                  |         |            |         |                            |                                  |                     |                          |              |              |            |                            |                                          |                       |
| Сальвадор                            | 3                           |          |                     |        | Так   |                  |         |            |         |                            |                                  |                     |                          |              |              |            |                            |                                          |                       |
| Екваторіальна Гвінея                 | 2                           |          |                     |        |       |                  |         |            |         |                            |                                  |                     |                          |              |              |            |                            |                                          |                       |
| Еритрея                              | 2                           |          |                     |        |       |                  |         |            |         |                            |                                  |                     |                          |              |              |            |                            |                                          |                       |
| Естонія                              | 6                           | Так      | Так                 | Так    |       | Так              | Так     |            |         |                            |                                  |                     |                          |              |              |            |                            |                                          |                       |
| Есватіні                             | 2                           |          |                     |        |       |                  |         |            |         |                            |                                  |                     |                          |              |              |            |                            |                                          |                       |
| Ефіопія                              | 2                           |          |                     |        |       |                  |         |            |         |                            |                                  |                     |                          |              |              |            |                            |                                          |                       |
| Фолклендські Острови                 | 2                           |          |                     |        |       |                  |         |            |         |                            |                                  |                     |                          |              |              |            |                            |                                          |                       |
| Фарерські острови                    | 2                           |          |                     |        |       |                  |         |            |         |                            |                                  |                     |                          |              |              |            |                            |                                          |                       |
| Фіджі                                | 2                           |          |                     |        |       |                  |         |            |         |                            |                                  |                     |                          |              |              |            |                            |                                          |                       |
| Фінляндія                            | 11                          | Так      | Так                 | Так    | Так   | Так              | Так     | Так        | Так     | Так                        |                                  |                     | Так                      |              |              |            |                            |                                          |                       |
| Франція                              | 12                          | Так      | Так                 | Так    | Так   |                  | Так     | Так        | Так     | Так                        | Так                              |                     |                          | Так          | Так          |            |                            |                                          |                       |
| Французька Гвіана                    | 3                           | Так      | Ні                  |        |       |                  |         |            |         |                            |                                  |                     |                          |              |              |            |                            |                                          |                       |
| Французька Полінезія                 | 2                           |          |                     |        |       |                  |         |            |         |                            |                                  |                     |                          |              |              |            |                            |                                          |                       |
| Габон                                | 3                           | Так      | Ні                  |        |       |                  |         |            |         |                            |                                  |                     |                          |              |              |            |                            |                                          |                       |
| Гамбія                               | 2                           |          |                     |        |       |                  |         |            |         |                            |                                  |                     |                          |              |              |            |                            |                                          |                       |
| Грузія                               | 2                           |          |                     |        |       |                  |         |            |         |                            |                                  |                     |                          |              |              |            |                            |                                          |                       |
| Німеччина                            | 12                          | Так      | Так                 | Так    | Так   |                  | Так     | Так        | Так     | Так                        | Так                              |                     |                          | Так          | Так          |            |                            |                                          |                       |
| Гана                                 | 2                           |          |                     |        |       |                  |         |            |         |                            |                                  |                     |                          |              |              |            |                            |                                          |                       |
| Гібралтар                            | 6                           | Так      | Так                 | Так    |       | Так              |         |            |         |                            |                                  | Так                 |                          |              |              |            |                            |                                          |                       |
| Греція                               | 7                           | Так      | Так                 | Так    | Так   | Так              |         |            |         | Так                        |                                  |                     |                          |              |              |            |                            |                                          |                       |
| Гренландія                           | 2                           |          |                     |        |       |                  |         |            |         |                            |                                  |                     |                          |              |              |            |                            |                                          |                       |
| Гренада                              | 3                           | Так      | Так                 |        |       |                  |         |            |         |                            |                                  |                     |                          |              |              |            |                            |                                          |                       |
| Гуам                                 | 2                           |          |                     |        |       |                  |         |            |         |                            |                                  |                     |                          |              |              |            |                            |                                          |                       |
| Гваделупа                            | 3                           | Так      | Так                 |        |       |                  |         |            |         |                            |                                  |                     |                          |              |              |            |                            |                                          |                       |
| Гватемала                            | 2                           |          |                     |        |       |                  |         |            |         |                            |                                  |                     |                          |              |              |            |                            |                                          |                       |
| Гвінея                               | 2                           |          |                     |        |       |                  |         |            |         |                            |                                  |                     |                          |              |              |            |                            |                                          |                       |
| Гвінея-Бісау                         | 3                           | Так      | Ні                  |        |       |                  |         |            |         |                            |                                  |                     |                          |              |              |            |                            |                                          |                       |
| Гаяна                                | 2                           |          |                     |        |       |                  |         |            |         |                            |                                  |                     |                          |              |              |            |                            |                                          |                       |
| Гаїті                                | 4                           | Так      | Так                 | Так    |       |                  |         |            |         |                            |                                  |                     |                          |              |              |            |                            |                                          |                       |
| Гондурас                             | 2                           |          |                     |        |       |                  |         |            |         |                            |                                  |                     |                          |              |              |            |                            |                                          |                       |
| Гонконг                              | 6                           | Так      | Так                 | Так    | Так   |                  | Так     |            |         |                            |                                  |                     |                          |              |              |            |                            |                                          |                       |
| Угорщина                             | 8                           | Так      | Так                 | Так    | Так   |                  | Так     | Так        | Так     |                            |                                  |                     |                          |              |              |            |                            |                                          |                       |
| Ісландія                             | 5                           | Так      | Так                 | Так    |       |                  | Так     |            |         |                            |                                  |                     |                          |              |              |            |                            |                                          |                       |
| Індія                                | 6                           | Так      | Так                 | Так    | Так   |                  |         |            |         | Так                        |                                  |                     |                          |              |              |            |                            |                                          |                       |
| Індонезія                            | 6                           | Так      | Ні                  |        | Так   |                  |         |            |         |                            | Так                              |                     |                          | Так          |              |            |                            |                                          |                       |
| Іран                                 | 2                           |          |                     |        |       |                  |         |            |         |                            |                                  |                     |                          |              |              |            |                            |                                          |                       |
| Ірак                                 | 2                           |          |                     |        |       |                  |         |            |         |                            |                                  |                     |                          |              |              |            |                            |                                          |                       |
| Ірландія                             | 13                          | Так      | Так                 | Так    | Так   | Так              | Так     | Так        | Так     | Так                        |                                  | Так                 | Так                      |              | Так          |            |                            |                                          |                       |
| Ізраїль                              | 6                           | Так      | Так                 | Так    |       | Так              |         | Так        |         |                            |                                  |                     |                          |              |              |            |                            |                                          |                       |
| Італія                               | 15                          | Так      | Так                 | Так    | Так   | Так              | Так     | Так        | Так     | Так                        | Так                              | Так                 | Так                      | Так          | Так          |            |                            |                                          |                       |
| Кот-д'Івуар                          | 2                           |          |                     |        |       |                  |         |            |         |                            |                                  |                     |                          |              |              |            |                            |                                          |                       |
| Ямайка                               | 4                           | Так      | Так                 | Так    |       |                  |         |            |         |                            |                                  |                     |                          |              |              |            |                            |                                          |                       |
| Японія                               | 11                          | Так      | Так                 | Так    | Так   |                  | Так     | Так        | Так     | Так                        | Так                              | Так                 |                          |              | Так          |            |                            |                                          |                       |
| Йорданія                             | 2                           |          |                     |        |       |                  |         |            |         |                            |                                  |                     |                          |              |              |            |                            |                                          |                       |
| Казахстан                            | 2                           |          |                     |        |       |                  |         |            |         |                            |                                  |                     |                          |              |              |            |                            |                                          |                       |
| Кенія                                | 3                           |          |                     | Так    |       |                  |         |            |         |                            |                                  |                     |                          |              |              |            |                            |                                          |                       |
| Кірибаті                             | 3                           | Так      | Ні                  |        |       |                  |         |            |         |                            |                                  |                     |                          |              |              |            |                            |                                          |                       |
| Північна Корея                       | 2                           |          |                     |        |       |                  |         |            |         |                            |                                  |                     |                          |              |              |            |                            |                                          |                       |
| Південна Корея                       | 4                           | Так      | Так                 |        |       |                  |         |            |         |                            |                                  |                     |                          |              |              |            |                            |                                          |                       |
| Косово                               | 2                           |          |                     |        |       |                  |         |            |         |                            |                                  |                     |                          |              |              |            |                            |                                          |                       |
| Кувейт                               | 3                           |          |                     | Так    |       |                  |         |            |         |                            |                                  |                     |                          |              |              |            |                            |                                          |                       |
| Киргизстан                           | 2                           |          |                     |        |       |                  |         |            |         |                            |                                  |                     |                          |              |              |            |                            |                                          |                       |
| Лаос                                 | 2                           |          |                     |        |       |                  |         |            |         |                            |                                  |                     |                          |              |              |            |                            |                                          |                       |
| Латвія                               | 5                           | Так      | Так                 | Так    |       | Так              |         |            |         |                            |                                  |                     |                          |              |              |            |                            |                                          |                       |
| Ліван                                | 2                           |          |                     |        |       |                  |         |            |         |                            |                                  |                     |                          |              |              |            |                            |                                          |                       |
| Лесото                               | 3                           |          |                     | Так    |       |                  |         |            |         |                            |                                  |                     |                          |              |              |            |                            |                                          |                       |
| Ліберія                              | 2                           |          |                     |        |       |                  |         |            |         |                            |                                  |                     |                          |              |              |            |                            |                                          |                       |
| Лівія                                | 2                           |          |                     |        |       |                  |         |            |         |                            |                                  |                     |                          |              |              |            |                            |                                          |                       |
| Ліхтенштейн                          | 5                           | Так      | Так                 | Так    |       |                  | Так     |            |         |                            |                                  |                     |                          |              |              |            |                            |                                          |                       |
| Литва                                | 4                           | Так      | Так                 |        |       | Так              |         |            |         |                            |                                  |                     |                          |              |              |            |                            |                                          |                       |
| Люксембург                           | 7                           | Так      | Так                 | Так    |       | Так              | Так     | Так        |         |                            |                                  |                     |                          |              |              |            |                            |                                          |                       |
| Макао                                | 6                           | Так      | Так                 | Так    | Так   |                  | Так     |            |         |                            |                                  |                     |                          |              |              |            |                            |                                          |                       |
| Мадагаскар                           | 2                           |          |                     |        |       |                  |         |            |         |                            |                                  |                     |                          |              |              |            |                            |                                          |                       |
| Малаві                               | 2                           |          |                     |        |       |                  |         |            |         |                            |                                  |                     |                          |              |              |            |                            |                                          |                       |
| Малайзія                             | 5                           | Так      | Так                 | Так    |       | Так              |         |            |         |                            | Так                              |                     |                          |              |              |            |                            |                                          |                       |
| Мальдіви                             | 2                           |          |                     |        |       |                  |         |            |         |                            |                                  |                     |                          |              |              |            |                            |                                          |                       |
| Малі                                 | 2                           |          |                     |        |       |                  |         |            |         |                            |                                  |                     |                          |              |              |            |                            |                                          |                       |
| Мальта                               | 6                           | Так      | Так                 | Так    |       | Так              |         | Так        |         |                            |                                  |                     |                          | Так          |              |            |                            |                                          |                       |
| Маршаллові Острови                   | 2                           |          |                     |        |       |                  |         |            |         |                            |                                  |                     |                          |              |              |            |                            |                                          |                       |
| Мартиніка                            | 3                           | Так      | Так                 |        |       |                  |         |            |         |                            |                                  |                     |                          |              |              |            |                            |                                          |                       |
| Мавританія                           | 3                           | Так      | Ні                  |        |       |                  |         |            |         |                            |                                  |                     |                          |              |              |            |                            |                                          |                       |
| Маврикій                             | 2                           |          |                     |        |       |                  |         |            |         |                            |                                  |                     |                          |              |              |            |                            |                                          |                       |
| Мексика                              | 9                           | Так      | Так                 | Так    | Так   | Так              | Так     |            | Так     |                            |                                  |                     |                          | Так          |              |            |                            |                                          |                       |
| Федеративні Штати Мікронезії         | 2                           |          |                     |        |       |                  |         |            |         |                            |                                  |                     |                          |              |              |            |                            |                                          |                       |
| Молдова                              | 2                           |          |                     |        |       |                  |         |            |         |                            |                                  |                     |                          |              |              |            |                            |                                          |                       |
| Монако                               | 7                           | Так      | Так                 | Так    |       |                  | Так     | Так        | Так     |                            |                                  |                     |                          |              |              |            |                            |                                          |                       |
| Монголія                             | 2                           |          |                     |        |       |                  |         |            |         |                            |                                  |                     |                          |              |              |            |                            |                                          |                       |
| Чорногорія                           | 3                           | Так      | Ні                  |        |       |                  |         |            |         |                            |                                  |                     |                          |              |              |            |                            |                                          |                       |
| Монтсеррат                           | 4                           | Так      | Так                 |        | Так   |                  |         |            |         |                            |                                  |                     |                          |              |              |            |                            |                                          |                       |
| Марокко                              | 4                           | Так      | Так                 | Так    |       |                  |         |            |         |                            |                                  |                     |                          |              |              |            |                            |                                          |                       |
| Мозамбік                             | 4                           | Так      | Ні                  | Так    |       |                  |         |            |         |                            |                                  |                     |                          |              |              |            |                            |                                          |                       |
| М'янма                               | 2                           |          |                     |        |       |                  |         |            |         |                            |                                  |                     |                          |              |              |            |                            |                                          |                       |
| Намібія                              | 2                           |          |                     |        |       |                  |         |            |         |                            |                                  |                     |                          |              |              |            |                            |                                          |                       |
| Науру                                | 2                           |          |                     |        |       |                  |         |            |         |                            |                                  |                     |                          |              |              |            |                            |                                          |                       |
| Непал                                | 2                           |          |                     |        |       |                  |         |            |         |                            |                                  |                     |                          |              |              |            |                            |                                          |                       |
| Нідерланди                           | 12                          | Так      | Так                 | Так    | Так   | Так              | Так     | Так        | Так     | Так                        |                                  |                     | Так                      | Так          |              |            |                            |                                          |                       |
| Нова Каледонія                       | 2                           |          |                     |        |       |                  |         |            |         |                            |                                  |                     |                          |              |              |            |                            |                                          |                       |
| Нова Зеландія                        | 10                          | Так      | Так                 | Так    | Так   | Так              | Так     | Так        | Так     |                            |                                  |                     |                          |              | Так          |            |                            |                                          |                       |
| Нікарагуа                            | 2                           |          |                     |        |       |                  |         |            |         |                            |                                  |                     |                          |              |              |            |                            |                                          |                       |
| Нігер                                | 2                           |          |                     |        |       |                  |         |            |         |                            |                                  |                     |                          |              |              |            |                            |                                          |                       |
| Нігерія                              | 3                           |          |                     | Так    |       |                  |         |            |         |                            |                                  |                     |                          |              |              |            |                            |                                          |                       |
| Ніуе                                 | 2                           |          |                     |        |       |                  |         |            |         |                            |                                  |                     |                          |              |              |            |                            |                                          |                       |
| Острів Норфолк                       | 2                           |          |                     |        |       |                  |         |            |         |                            |                                  |                     |                          |              |              |            |                            |                                          |                       |
| Північна Македонія                   | 3                           | Так      | Ні                  |        |       |                  |         |            |         |                            |                                  |                     |                          |              |              |            |                            |                                          |                       |
| Турецька Республіка Північного Кіпру | 2                           |          |                     |        |       |                  |         |            |         |                            |                                  |                     |                          |              |              |            |                            |                                          |                       |
| Північні Маріанські Острови          | 2                           |          |                     |        |       |                  |         |            |         |                            |                                  |                     |                          |              |              |            |                            |                                          |                       |
| Норвегія                             | 9                           | Так      | Так                 | Так    | Так   | Так              | Так     |            |         |                            |                                  |                     | Так                      | Так          |              |            |                            |                                          |                       |
| Оман                                 | 3                           |          |                     | Так    |       |                  |         |            |         |                            |                                  |                     |                          |              |              |            |                            |                                          |                       |
| Пакистан                             | 2                           |          |                     |        |       |                  |         |            |         |                            |                                  |                     |                          |              |              |            |                            |                                          |                       |
| Палау                                | 2                           |          |                     |        |       |                  |         |            |         |                            |                                  |                     |                          |              |              |            |                            |                                          |                       |
| Палестина                            | 3                           | Так      | Так                 |        |       |                  |         |            |         |                            |                                  |                     |                          |              |              |            |                            |                                          |                       |
| Панама                               | 2                           |          |                     |        |       |                  |         |            |         |                            |                                  |                     |                          |              |              |            |                            |                                          |                       |
| Папуа Нова Гвінея                    | 2                           |          |                     |        |       |                  |         |            |         |                            |                                  |                     |                          |              |              |            |                            |                                          |                       |
| Парагвай                             | 2                           |          |                     |        |       |                  |         |            |         |                            |                                  |                     |                          |              |              |            |                            |                                          |                       |
| Перу                                 | 3                           |          |                     | Так    |       |                  |         |            |         |                            |                                  |                     |                          |              |              |            |                            |                                          |                       |
| Філіппіни                            | 7                           | Так      | Ні                  | Так    | Так   |                  | Так     |            |         |                            | Так                              |                     |                          |              |              |            |                            |                                          |                       |
| Піткерн                              | 2                           |          |                     |        |       |                  |         |            |         |                            |                                  |                     |                          |              |              |            |                            |                                          |                       |
| Польща                               | 8                           | Так      | Так                 | Так    | Так   | Так              |         | Так        |         |                            | Так                              |                     |                          |              |              |            |                            |                                          |                       |
| Португалія                           | 11                          | Так      | Так                 | Так    | Так   | Так              | Так     | Так        | Так     |                            |                                  | Так                 |                          | Так          |              |            |                            |                                          |                       |
| Пуерто-Рико                          | 2                           |          |                     |        |       |                  |         |            |         |                            |                                  |                     |                          |              |              |            |                            |                                          |                       |
| Катар                                | 4                           |          |                     | Так    |       |                  |         |            |         | Так                        |                                  |                     |                          |              |              |            |                            |                                          |                       |
| Румунія                              | 5                           | Так      | Так                 | Так    |       | Так              |         |            |         |                            |                                  |                     |                          |              |              |            |                            |                                          |                       |
| Росія                                | 6                           | Так      | Так                 | Так    | Так   | Так              |         |            |         |                            |                                  |                     |                          |              |              |            |                            |                                          |                       |
| Руанда                               | 2                           |          |                     |        |       |                  |         |            |         |                            |                                  |                     |                          |              |              |            |                            |                                          |                       |
| Сен-Бартелемі                        | 3                           | Так      | Так                 |        |       |                  |         |            |         |                            |                                  |                     |                          |              |              |            |                            |                                          |                       |
| Сент-Кіттс і Невіс                   | 3                           | Так      | Так                 |        |       |                  |         |            |         |                            |                                  |                     |                          |              |              |            |                            |                                          |                       |
| Сент-Люсія                           | 3                           | Так      | Так                 |        |       |                  |         |            |         |                            |                                  |                     |                          |              |              |            |                            |                                          |                       |
| Сен-Мартен                           | 3                           | Так      | Так                 |        |       |                  |         |            |         |                            |                                  |                     |                          |              |              |            |                            |                                          |                       |
| Сен-П'єр і Мікелон                   | 2                           |          |                     |        |       |                  |         |            |         |                            |                                  |                     |                          |              |              |            |                            |                                          |                       |
| Сент-Вінсент і Гренадини             | 3                           | Так      | Так                 |        |       |                  |         |            |         |                            |                                  |                     |                          |              |              |            |                            |                                          |                       |
| Самоа                                | 2                           |          |                     |        |       |                  |         |            |         |                            |                                  |                     |                          |              |              |            |                            |                                          |                       |
| Сан-Марино                           | 9                           | Так      | Так                 | Так    |       | Так              |         | Так        | Так     |                            |                                  | Так                 |                          |              | Так          |            |                            |                                          |                       |
| Сан-Томе і Принсіпі                  | 2                           |          |                     |        |       |                  |         |            |         |                            |                                  |                     |                          |              |              |            |                            |                                          |                       |
| Саудівська Аравія                    | 4                           |          |                     | Так    | Так   |                  |         |            |         |                            |                                  |                     |                          |              |              |            |                            |                                          |                       |
| Сенегал                              | 2                           |          |                     |        |       |                  |         |            |         |                            |                                  |                     |                          |              |              |            |                            |                                          |                       |
| Сербія                               | 3                           | Так      | Ні                  |        |       |                  |         |            |         |                            |                                  |                     |                          |              |              |            |                            |                                          |                       |
| Сейшельські Острови                  | 2                           |          |                     |        |       |                  |         |            |         |                            |                                  |                     |                          |              |              |            |                            |                                          |                       |
| Сьєрра-Леоне                         | 2                           |          |                     |        |       |                  |         |            |         |                            |                                  |                     |                          |              |              |            |                            |                                          |                       |
| Сінгапур                             | 11                          | Так      | Так                 | Так    | Так   | Так              | Так     | Так        |         |                            | Так                              |                     | Так                      |              | Так          |            |                            |                                          |                       |
| Сінт-Естатіус                        | 2                           |          |                     |        |       |                  |         |            |         |                            |                                  |                     |                          |              |              |            |                            |                                          |                       |
| Сінт-Мартен                          | 2                           |          |                     |        |       |                  |         |            |         |                            |                                  |                     |                          |              |              |            |                            |                                          |                       |
| Словаччина                           | 9                           | Так      | Так                 | Так    | Так   | Так              | Так     | Так        |         |                            | Так                              |                     |                          |              |              |            |                            |                                          |                       |
| Словенія                             | 7                           | Так      | Так                 | Так    |       | Так              | Так     | Так        |         |                            |                                  |                     |                          |              |              |            |                            |                                          |                       |
| Соломонові Острови                   | 2                           |          |                     |        |       |                  |         |            |         |                            |                                  |                     |                          |              |              |            |                            |                                          |                       |
| Сомалі                               | 2                           |          |                     |        |       |                  |         |            |         |                            |                                  |                     |                          |              |              |            |                            |                                          |                       |
| Сомаліленд                           | 2                           |          |                     |        |       |                  |         |            |         |                            |                                  |                     |                          |              |              |            |                            |                                          |                       |
| ПАР                                  | 6                           | Так      | Так                 | Так    | Так   |                  |         |            | Так     |                            |                                  |                     |                          |              |              |            |                            |                                          |                       |
| Південна Осетія                      | 2                           |          |                     |        |       |                  |         |            |         |                            |                                  |                     |                          |              |              |            |                            |                                          |                       |
| Південний Судан                      | 2                           |          |                     |        |       |                  |         |            |         |                            |                                  |                     |                          |              |              |            |                            |                                          |                       |
| Іспанія                              | 16                          | Так      | Так                 | Так    | Так   | Так              | Так     | Так        | Так     | Так                        | Так                              | Так                 | Так                      | Так          | Так          | Так        |                            |                                          |                       |
| Шрі-Ланка                            | 3                           |          |                     |        |       |                  |         |            |         | Так                        |                                  |                     |                          |              |              |            |                            |                                          |                       |
| Судан                                | 2                           |          |                     |        |       |                  |         |            |         |                            |                                  |                     |                          |              |              |            |                            |                                          |                       |
| Суринам                              | 2                           |          |                     |        |       |                  |         |            |         |                            |                                  |                     |                          |              |              |            |                            |                                          |                       |
| Швеція                               | 11                          | Так      | Так                 | Так    |       | Так              | Так     | Так        | Так     |                            | Так                              |                     | Так                      | Так          |              |            |                            |                                          |                       |
| Швейцарія                            | 9                           | Так      | Так                 | Так    | Так   |                  | Так     | Так        | Так     | Так                        |                                  |                     |                          |              |              |            |                            |                                          |                       |
| Сирія                                | 2                           |          |                     |        |       |                  |         |            |         |                            |                                  |                     |                          |              |              |            |                            |                                          |                       |
| Тайвань                              | 10                          | Так      | Так                 | Так    | Так   | Так              | Так     |            | Так     | Так                        |                                  |                     | Так                      |              |              |            |                            |                                          |                       |
| Таджикистан                          | 2                           |          |                     |        |       |                  |         |            |         |                            |                                  |                     |                          |              |              |            |                            |                                          |                       |
| Танзанія                             | 3                           | Так      | Ні                  |        |       |                  |         |            |         |                            |                                  |                     |                          |              |              |            |                            |                                          |                       |
| Таїланд                              | 6                           | Так      | Так                 | Так    | Так   |                  |         |            |         |                            | Так                              |                     |                          |              |              |            |                            |                                          |                       |
| Того                                 | 2                           |          |                     |        |       |                  |         |            |         |                            |                                  |                     |                          |              |              |            |                            |                                          |                       |
| Тонга                                | 2                           |          |                     |        |       |                  |         |            |         |                            |                                  |                     |                          |              |              |            |                            |                                          |                       |
| ПМР                                  | 2                           |          |                     |        |       |                  |         |            |         |                            |                                  |                     |                          |              |              |            |                            |                                          |                       |
| Тринідад і Тобаго                    | 4                           | Так      | Так                 | Так    |       |                  |         |            |         |                            |                                  |                     |                          |              |              |            |                            |                                          |                       |
| Туніс                                | 2                           |          |                     |        |       |                  |         |            |         |                            |                                  |                     |                          |              |              |            |                            |                                          |                       |
| Туреччина                            | 7                           | Так      | Так                 | Так    | Так   |                  |         |            |         | Так                        | Так                              |                     |                          |              |              |            |                            |                                          |                       |
| Туркменістан                         | 2                           |          |                     |        |       |                  |         |            |         |                            |                                  |                     |                          |              |              |            |                            |                                          |                       |
| Острови Теркс і Кайкос               | 3                           | Так      | Так                 |        |       |                  |         |            |         |                            |                                  |                     |                          |              |              |            |                            |                                          |                       |
| Тувалу                               | 2                           |          |                     |        |       |                  |         |            |         |                            |                                  |                     |                          |              |              |            |                            |                                          |                       |
| Уганда                               | 2                           |          |                     |        |       |                  |         |            |         |                            |                                  |                     |                          |              |              |            |                            |                                          |                       |
| Україна                              | 5                           | Так      | Так                 | Так    |       | Так              |         |            |         |                            |                                  |                     |                          |              |              |            |                            |                                          |                       |
| ОАЕ                                  | 6                           | Так      | Так                 | Так    |       |                  |         |            |         | Так                        | Так                              |                     |                          |              |              |            |                            |                                          |                       |
| Велика Британія                      | 19                          | Так      | Так                 | Так    | Так   | Так              | Так     | Так        | Так     | Так                        | Так                              | Так                 | Так                      | Так          | Так          | Так        | Так                        | Так                                      | Так                   |
| США                                  | 18                          | Так      | Так                 | Так    | Так   | Так              | Так     | Так        | Так     | Так                        | Так                              | Так                 | Так                      |              | Так          | Так        | Так                        | Так                                      | Так                   |
| Уругвай                              | 4                           | Так      | Так                 | Так    |       |                  |         |            |         |                            |                                  |                     |                          |              |              |            |                            |                                          |                       |
| Узбекистан                           | 2                           |          |                     |        |       |                  |         |            |         |                            |                                  |                     |                          |              |              |            |                            |                                          |                       |
| Вануату                              | 2                           |          |                     |        |       |                  |         |            |         |                            |                                  |                     |                          |              |              |            |                            |                                          |                       |
| Ватикан                              | 5                           | Так      | Так                 | Так    |       |                  |         |            | Так     |                            |                                  |                     |                          |              |              |            |                            |                                          |                       |
| Венесуела                            | 2                           |          |                     |        |       |                  |         |            |         |                            |                                  |                     |                          |              |              |            |                            |                                          |                       |
| В'єтнам                              | 7                           | Так      | Ні                  | Так    | Так   |                  |         |            |         | Так                        | Так                              |                     |                          |              |              |            |                            |                                          |                       |
| Волліс і Футуна                      | 2                           |          |                     |        |       |                  |         |            |         |                            |                                  |                     |                          |              |              |            |                            |                                          |                       |
| Ємен                                 | 2                           |          |                     |        |       |                  |         |            |         |                            |                                  |                     |                          |              |              |            |                            |                                          |                       |
| Замбія                               | 2                           |          |                     |        |       |                  |         |            |         |                            |                                  |                     |                          |              |              |            |                            |                                          |                       |
| Зімбабве                             | 2                           |          |                     |        |       |                  |         |            |         |                            |                                  |                     |                          |              |              |            |                            |                                          |                       |

### Flyover та 3D-карти
За допомогою функції Flyover певні місця — переважно великі міста та визначні пам'ятки — можна побачити з висоти пташиного польоту. Тривимірні види фотореалістичні, і користувачі можуть змінювати перспективу. Функція Flyover доступна з першого випуску «Карт» Apple. У багатьох містах із функцією Flyover також є «Екскурсії містом». За допомогою цієї функції користувач може переглядати місто в поданні Flyover уздовж орієнтирів. «Екскурсії містом» було додано до «Карт» Apple в iOS 8 (випущено 17 вересня 2014 року) і в OS X Yosemite (випущено 16 жовтня 2014 року). Окрім Flyovers, близько п'ятдесяти міст також мають тривимірні карти. Ця функція дозволяє користувачеві бачити тривимірні моделі структур на карті. Ці моделі, які не є фотореалістичними, також можна побачити під час використання покрокової навігації.
Функція Flyover доступна в таких місцях:
| Країна            | Локація |
| ----------------- | --- |
| Австралія         | Аделаїда, Канберра, Голд-Кост, Мельбурн, Ньюкасл, Перт, Роттнест, Сідней, Дванадцять Апостолів |
| Австрія           | Грац, Лінц, Зальцбург |
| Багамські Острови | Фріпорт, Нассау |
| Бельгія           | Антверпен, Брюгге, Брюссель, Гент |
| Канада            | Калгарі, Монреаль, Торонто, Ванкувер |
| Чехія             | Брно, Прага |
| Данія             | Орхус, Копенгаген, Оденсе |
| Фінляндія         | Гельсінкі |
| Франція           | Екс-ан-Прованс, Аяччо, Ам'єн, Анже, Ансі, Аркашон, Авіньйон, Бастія, Безансон, Безьє, Біарриц, Боніфачо, Бордо, Кальві, Канни, Каркассонн, Шамбор, Шатонеф-дю-Пап, Шенонсо, Клермон-Ферран, Колліур, Корте, Діжон, Ардешські ущелини, Вердонська ущелина, Ла-Рошель, Ле-Ман, Ланс, Лілль, Лімож, Ліон, Марсель, Мійо, Мон-Сен-Мішель, Монпельє, Нант, Ніцца, Нім, Плацдарм «Омаха», Париж, Перпіньян, Пон-дю-Гар, Порто-Веккіо, Пропріано, Реймс, Ремулен, Ренн, Сент-Етьєн, Сен-Тропе, Страсбург, Тулуза, В'єрвіль-сюр-Мер |
| Німеччина         | Аугсбург, Берлін, Білефельд, Брауншвейг, Бремен, Кельн, Дрезден, Дюссельдорф, Гамбург, Ганновер, Карлсруе, Кіль, Лейпциг, Мангайм, Мюнхен, Мюнстер, Нойшванштайн, Нюрнберг, Штутгарт |
| Угорщина          | Будапешт |
| Ірландія          | Кліф Могер, Корк, Дублін |
| Італія            | Анкона, Барі, Боббіо, Читтаделла, Флоренція, Генуя, Мессіна, Мілан, Неаполь, Падуя, Пестум, Палермо, Парма, Павія, Перуджа, Піза, Реджо-Калабрія, Рим, Санремо, Таорміна, Тревізо, Турин, Венеція |
| Японія            | Айдзу-Вакамацу, Акіта, Аоморі, Фукуяма, Ґіфу, Хаґі, Хакодате, Хамамацу, Хіконе, Хімедзі, Хіросіма, Ідзумо, Ізуші, Канадзава, Кітакюсю, Кобе, Кумамото, Курасікі, Мацуе, Мацумото, Мацуяма, Нагасакі, Нагоя, Наха, Ніїґата, Одавара, Окаяма, Осака, Сакай, Саппоро, Сендай, Сідзуока, Такахаші, Такамацу, Тодзімбо, Токіо, Тояма, Цу, Цуносіма, Йоккаїті |
| Мексика           | Акапулько, Кабо-Сан-Лукас, Чичен-Іца, Куернавака, Кульякан, Енсенада, Гвадалахара, Гуаймас, Ермосійо, Ла-Пас, Лорето, Масатлан, Мехікалі, Оахака, Пісте, Пуебла, Пуерто-Вальярта, Теотіуакан, Тіхуана, Тулум |
| Монако            | Вся територія |
| Нідерланди        | Алсмер, Амстердам, Блумендал, Ейндговен, Гарлем, Гемстеде, Хуфдорп, Роттердам, Утрехт, Зандам, Зандворт |
| Нова Зеландія     | Окленд, Крайстчерч, Данідін, Нельсон, Квінстаун, Веллінгтон |
| Португалія        | Брага, Коїмбра, Порту |
| Сан-Марино        | Вся територія |
| ПАР               | Дурбан, Кейптаун, Йоганнесбург, Преторія |
| Іспанія           | Ла-Корунья, Аліканте, Альмерія, Бадахос, Барселона, Касерес, Кадіс, Кордова, Сьюдад-Реаль, Хіхон, Гранада, Уельва, Херес-де-ла-Фронтера, Леон, Луго, Мадрид, Манільва, Мурсія, Памплона, Саламанка, Сан-Себастьян, Севілья, Валенсія, Вальядолід, Віго, Інфантес, Сарагоса |
| Швеція            | Гетеборг, Гельсінгборг, Лінчепінг, Мальме, Стокгольм, Вісбю |
| Швейцарія         | Базель, Берн |
| Китайський Тайбей | Тайчжун |
| Велика Британія   | Белфаст, Бірмінгем, Блекпул, Бристоль, Британські Віргінські Острови, Кардіфф, Единбург, Гібралтар, Глазго, Кінгстон-апон-Галл, Лідс, Ліверпуль, Лондон, Манчестер, Мідлсбро, Ньюкасл-апон-Тайн, Ноттінгем, Престон, Сток-он-Трент, Стоунгендж, Сандерленд, Вулвергемптон |
| США               | Див. таблицю нижче |
| Ватикан           | Вся територія |

| Штат/територія                  | Локація |
| ------------------------------- | --- |
| Алабама                         | Мобіл |
| Аризона                         | Великий каньйон, Гребля Гувера, Озеро Пауелл, Аризонський кратер, Долина Монументів, Фінікс, Тусон |
| Арканзас                        | Фаєтвіль |
| Каліфорнія                      | Бейкерсфілд, Санта-Каталіна, Фресно, Національний парк Джошуа-Трі, Національний парк Лассен-Волканік, Лос-Анджелес, Модесто, Окленд, Національний парк Пінаклс, Портервілл, Сакраменто, Сан-Дієго, Сан-Франциско, Сан-Хосе, Саут-Лейк-Таго, Стоктон, Вісалія, Національний парк Йосеміті |
| Колорадо                        | Денвер, Королівська ущелина |
| Флорида                         | Брейдентон, Форт-Лодердейл, Кі-Вест, Маямі, Пенсакола, Сарасота, Таллахассі |
| Джорджія                        | Атланта |
| Гаваї                           | Великий острів (крайня західна частина), Кахулуї, Капаа, Лагаїна, Лігуе, Оаху, Вайлуа |
| Айдахо                          | Бойсе |
| Іллінойс                        | Чикаго |
| Індіана                         | Індіанаполіс, Саут-Бенд |
| Канзас                          | Вічита |
| Кентуккі                        | Луїсвілл |
| Луїзіана                        | Батон-Руж, Новий Орлеан |
| Мен                             | Портленд |
| Меріленд                        | Балтимор |
| Массачусетс                     | Бостон, Фоксборо, Мартас-Віньярд, Сейлем, Спрингфілд |
| Мічиган                         | Детройт, Гранд-Рапідс |
| Міннесота                       | Міннеаполіс, Сент-Пол |
| Міссурі                         | Спрингфілд, Сент-Луїс |
| Небраска                        | Омаха |
| Невада                          | Гребля Гувера, Лас-Вегас |
| Нью-Мексико                     | Альбукерке |
| Нью-Йорк                        | Олбані, Бікен, Баффало, Нью-Йорк, Ньюбург, Ніагара-Фоллс, Пукіпсі, Рочестер, Скенектаді |
| Північна Кароліна               | Грінсборо, Ролі |
| Огайо                           | Акрон, Цинциннаті, Клівленд, Колумбус, Толідо |
| Оклахома                        | Оклахома-Сіті, Талса |
| Орегон                          | Портленд, Сейлем |
| Пенсільванія                    | Аллентаун, Ланкастер, Філадельфія, Піттсбург |
| Пуерто-Рико                     | Агуаділья, Аресібо, Маягуес, Понсе, Сан-Хуан |
| Род-Айленд                      | Провіденс |
| Південна Кароліна               | Чарлстон, Колумбія |
| Південна Дакота                 | Рашмор, Рапід-Сіті |
| Теннессі                        | Мемфіс, Нашвілл |
| Техас                           | Амарилло, Арлінгтон (частково), Остін, Даллас, Форт-Верт, Х'юстон, Сан-Антоніо |
| Американські Віргінські Острови | Повне покриття |
| Юта                             | Національний парк Арки, Національний парк Каньйонлендс, Озеро Пауелл, Долина Монументів, Національний парк Зайон |
| Вашингтон                       | Сіетл, Такома |
| Вісконсин                       | Грин-Бей, Мілвокі |
| Вайомінг                        | Шаєнн, Вежа Диявола |

### Поруч
Функція «Поруч» є ексклюзивною для iOS 9 і watchOS 2.2. Вона показує іконки різних категорій, як-от «їжа» та «транспорт» у меню пошуку. Після натискання кожної іконки із Yelp відображаються найближчі визначні місця в цій категорії з їх назвами, відстанями та відгуками. Крім того, у місцях розташування цих місць на карті з'являються шпильки. Покрокову навігацію також можна активувати за допомогою функції «Поруч».

### Транспорт
Функція «Транспорт» показує на карті мережі громадського транспорту в ряді міст та їх околиць. Цю функцію було додано до iOS 9 (випущена 16 вересня 2015 року), OS X El Capitan (випущена 30 вересня) і watchOS 2 (випущена 21 вересня). Карти Apple відображають мережі автобусів, метро, поїздів і поромів у цих містах. Крім того, картографічний сервіс містить розклади громадського транспорту та показує розташування входів і виходів метро та залізничних станцій. «Транспорт» доступний у таких населених пунктах і містах:
| Країна          | Місце | Транспорт у реальному часі |
| --------------- | --- | --- |
| Австралія       | Повне покриття | Аделаїда, Брисбен, Канберра, Мельбурн, Сідней |
| Австрія         | Відень, Зальцбург, Австрійські федеральні залізниці | Н/Д |
| Бельгія         | Повне покриття | Повне покриття |
| Бразилія        | Штати Ріо-де-Жанейро і Сан-Паулу | Н/Д |
| Канада          | Повне покриття | Повне покриття |
| КНР             | Повне покриття | Пекін, Ґуанчжоу, Шанхай та Шеньчжень (доступно лише при перегляді в Китаї) |
| Чехія           | Прага | Прага |
| Данія           | Повне покриття | Н/Д |
| Естонія         | Повне покриття | Н/Д |
| Фінляндія       | Повне покриття | Повне покриття |
| Франція         | Повне покриття | Н/Д |
| Німеччина       | Повне покриття: Баден-Вюртемберг, Берлін, Бранденбург, Бремен, Гамбург, Нижня Саксонія, Північний Рейн-Вестфалія, Саксонія, Тюрингія Часткове покриття: Баварія, Гессен, Мекленбург-Передня Померанія, Рейнланд-Пфальц, Саар, Саксонія-Ангальт, Шлезвіг-Гольштейн | Н/Д |
| Гонконг         | Повне покриття | Повне покриття |
| Угорщина        | Будапешт, Дебрецен, Угорські державні залізниці | Н/Д |
| Ісландія        | Рейк'явік, Гевюдборгарсвайдід і міжміські маршрути в управлінні «Страйтоу» | Н/Д |
| Ірландія        | Повне покриття | Повне покриття |
| Італія          | Повне покриття | Повне покриття |
| Японія          | Повне покриття | Повне покриття |
| Ліхтенштейн     | Повне покриття | Н/Д |
| Люксембург      | Повне покриття | Н/Д |
| Макао           | Повне покриття | Н/Д |
| Мексика         | Мехіко | Н/Д |
| Монако          | Повне покриття | Н/Д |
| Нідерланди      | Повне покриття | Повне покриття |
| Нова Зеландія   | Повне покриття | Окленд, Крайстчерч, Веллінгтон |
| Норвегія        | Повне покриття | Повне покриття |
| Філіппіни       | Маніла | Н/Д |
| Португалія      | Лісабон | Н/Д |
| Сінгапур        | Повне покриття | Повне покриття |
| Словаччина      | Повне покриття | Н/Д |
| Словенія        | Повне покриття | Н/Д |
| Іспанія         | Повне покриття | Барселона, Мадрид |
| Швеція          | Повне покриття | Повне покриття |
| Швейцарія       | Повне покриття | Н/Д |
| Тайвань         | Повне покриття | Повне покриття |
| Велика Британія | Повне покриття | Англія, Шотландія |
| США             | Повне покриття | Штати: Аляска, Аризона, Каліфорнія, Колорадо, Флорида, Гаваї, Іллінойс, Канзас, Кентуккі, Массачусетс, Мічиган, Міннесота, Міссурі, Нью-Йорк, Північна Кароліна, Огайо, Орегон, Пенсільванія, Південна Кароліна, Теннессі, Вашингтон, Вісконсин. Міста: Остін, Балтимор, Берлінгтон, Даллас, Форт-Верт, Х'юстон, Лас-Вегас, Оклахома-Сіті, Сан-Антоніо, Сіетл, Сент-Луїс, Талса, Вашингтон |

Підтримку всіх маршрутів Amtrak у Сполучених Штатах додано 2 жовтня 2016 року. Маршрути NSW TrainLink у Новому Південному Уельсі додано у квітні 2016 року. Маршрути V/Line (регіональної залізниці) у Вікторії (Австралія) були додані 9 жовтня 2016 року. Транспортні маршрути додані для Великої Британії, за винятком Північної Ірландії, 19 грудня 2016 року. Маршрути для Ірландії (Республіка Ірландія та Північна Ірландія) були додані 16 жовтня 2017 року.
Маршрути громадського транспорту від Apple недоступні в програмах сторонніх розробників.

### Зони заторів
Із виходом iOS 14 різні країни Європи отримали сповіщення про зони заторів у програмі «Карти», щоб зменшити шкідливі викиди в цьому районі. Користувачі мають можливість користуватися навігацією, яка оминає такі зони. Зони заторів доступні у таких країнах:
| Країна          | Місце |
| --------------- | --- |
| Аргентина       | - |
| Австрія         | - |
| Бельгія         | Антверпен, Брюссель, Гент |
| Чилі            | Сантьяго |
| Франція         | Великий Париж, Ліон, Монпельє, Ніцца, Париж, Ренн, Страсбург |
| Німеччина       | Аахен, Аугсбург, Балінген, Берлін, Бонн, Бремен, Кельн, Дінслакен, Дюссельдорф, Ешвайлер, Франкфурт-на-Майні, Фрайбург, Гаґен, Галле, Ганновер, Гайдельберг, Гайденгайм-ан-дер-Бренц, Гайльбронн, Герренберг, Ільсфельд, Карлсруе, Крефельд, Лейпциг, Леонберг, Лімбург-ан-дер-Лан, Людвігсбург, Майнц, Магдебург, Мангайм, Марбург, Менхенгладбах, Мюлаккер, Мюнхен, Новий Ульм, Оснабрюк, Оферат, Пфінцталь, Пфорцгайм, Регенсбург, Ремшайд, Ройтлінген, Рурський регіон, Шрамберг, Швабський Гмюнд, Зіґен, Штутгарт, Тюбінген, Ульм, Урбах, Вендлінген, Вісбаден, Вупперталь |
| Греція          | Афіни |
| Угорщина        | Будапешт |
| Індонезія       | Джакарта |
| Італія          | Окремі комуни в провінціях Фріулі-Венеція-Джулія, Ломбардія, П'ємонт і Тоскана |
| Мальта          | Валлетта |
| Мексика         | Мехіко |
| Нідерланди      | Амстердам, Арнем, Гаага, Утрехт |
| Норвегія        | - |
| Португалія      | Лісабон |
| Румунія         | Бухарест |
| Іспанія         | Мадрид, Севілья, Вальядолід |
| Швеція          | Стокгольм |
| Швейцарія       | Женева |
| Велика Британія | Бірмінгем, Лондон |

### Карти аеропортів і торгових центрів
У iOS 11 з'явилися плани приміщень для аеропортів і торгових центрів.
| Країна          | Аеропорти | Розташування торгових центрів |
| --------------- | --- | --- |
| Австралія       | Брисбен, Мельбурн, Сідней | Еіропорт-Вест, Белконнен, Бонді-Джанкшн, Бурагун, Бруквейл, Бервуд, Каннінгтон, Керіндейл, Чатсвуд, Челтнем, Чермсайд, Донкастер, Істгарденс, Джилонг, Геленсвейл, Горнсбі, Герствілль, Котара, Ліверпуль, Меррімак, Мілл-Парк, Міранда, Модбері, Маунт-Друітт, Нарре-Воррен, Норт-Лейкс, Оклендс-Парк, Парраматта, Пенріт, Острів Філіпа, Сідней, Таггера, Вестфілд-Маунт-Граватт, Південна Вантирна, Вест-Лейкс |
| Австрія         | Зальцбург | Відень |
| Канада          | Калгарі, Едмонтон, Галіфакс, Монреаль-Трюдо, Квебек-Лесаж, Торонто-Пірсон, Ванкувер, Вікторія | Калгарі, Дьєпп, Едмонтон, Гатіно, Гамільтон, Кітченер, Лаваль, Лондон, Маркем, Місісага, Монреаль, Ньюмаркет, Оттава, Пуент-Клер, Ричмонд, Ричмонд-Гілл, Сен-Бруно-де-Монтарвіль, Торонто, Ванкувер, Вінніпег |
| КНР             | Пекін-Шоуду, Чанша-Хуанхуа, Ченду, Чунцін, Далянь, Фучжоу, Гуанчжоу, Гуйлінь, Ханчжоу, Хефей, Цзінань, Куньмін, Ланьчжоу, Нанкін, Нінбо, Циндао, Шанхай-Хунцяо, Шанхай-Пудун, Шеньян, Шеньчжень, Тайюань, Тяньцзінь, Ваньчжоу, Усі, Сіань, Чженчжоу (доступно лише при перегляді в Китаї) | Пекін, Чанша, Ченду, Чунцін, Дунґуань, Фошань, Фучжоу, Ґуанчжоу, Ханчжоу, Цзінань, Нанкін, Шанхай, Шеньян, Шеньчжень, Сучжоу, Тайюань, Тяньцзінь, Веньчжоу, Ухань, Сямень, Сіань (доступно лише при перегляді в Китаї) |
| Чехія           | Прага | Прага |
| Данія           | Копенгаген | Копенгаген |
| Фінляндія       | Гельсінкі | |
| Франція         | Ліон, Ніцца | Кале, Дефанс, Ліон, Париж, Ренн, Велізі-Віллакубле |
| Німеччина       | Франкфурт, Мюнхен | Бохум, Берлін, Дюссельдорф, Галле, Лейпциг, Менхенгладбах |
| Греція          | Афіни | |
| Гонконг         | Гонконг | Гонконг |
| Індія           | Бангалор, Мумбаї | |
| Індонезія       | | Джакарта |
| Ірландія        | Дублін | |
| Італія          | Мілан–Лінате, Мілан-Мальпенса | Кастель-Гуельфо-ді-Болонья, Мілан, Рим, Турин, Віколунго |
| Японія          | Фукуока, Нагоя-Тюбу, Токіо-Ханеда, Токіо-Наріта | Чийода, Фукуока, Мінато, Осака, Шібуя, Суйта, Тосіма |
| Малайзія        | | Куала-Лумпур, Субанг-Джая |
| Нідерланди      | Амстердам-Схіпгол | Амстердам |
| Нова Зеландія   | | Окленд, Крайстчерч |
| Філіппіни       | | Маніла, Кесон-Сіті, Тагіг |
| Польща          | | Варшава, Вроцлав |
| Катар           | Доха | Доха |
| Сінгапур        | | Сінгапур |
| Словаччина      | | Братислава |
| Іспанія         | Барселона, Мадрид | Ла-Корунья, Баракальдо, Барселона, Більбао, Кульєредо, Хетафе, Лас-Росас-де-Мадрид, Мадрид, Сан-Себастьян-де-лос-Реєс, Біладаканс |
| Шрі-Ланка       | Коломбо | |
| Швеція          | | Сульна |
| Швейцарія       | Женева, Цюрих | |
| Тайвань         | Тайвань-Таоюань | |
| Таїланд         | | Бангкок |
| Туреччина       | Стамбул, Стамбул-Сабіха Гьокчен | Адана, Афьон-Карахісар, Анкара, Бурса, Стамбул, Ізміт, Сакар'я, Текірдаг |
| ОАЕ             | Дубай | Дубай |
| Велика Британія | Единбург, Лондон-Гатвік, Лондон-Хітроу, Ньюкасл | Абердин, Лідс, Лондон, Гатфілд |
| США             | Атланта, Остін, Балтимор, Бостон, Шарлотт, Чикаго-О'Гара, Чикаго-Мідвей, Цинциннаті, Колумбус, Даллас/Форт-Верт, Даллас-Лав, Денвер, Детройт, Форт-Лодердейл, Гранд-Рапідс, Г'юстон-Буш, Г'юстон-Гоббі, Індіанаполіс, Джексон (Міссісіпі), Джексонвілл, Канзас-Сіті, Лас-Вегас, Лос-Анджелес, Луїсвілл, Маямі, Мілвокі, Міннеаполіс-Сент-Пол, Нашвілл, Нью-Йорк-Джей-Еф-Кей, Нью-Йорк-Ла-Гуардія, Ньюарк, Окленд, Оріндж-Каунті-Джон Вейна, Орландо, Філадельфія, Фінікс, Піттсбург, Портленд, Провіденс, Ролі, Сан-Антоніо, Сан-Дієго, Сан-Франциско, Сан-Хосе, Сіетл-Такома, Сент-Луїс, Вашингтон-Даллес | Атланта, Оберн-Гіллс, Огаста (Джорджія), Балтимор, Беллінгем, Блумінгтон, Бостон, Боулдер, Боулінг-Грін, Бюфорд, Чикаго, Колумбус (Джорджія), Даллас, Денвер, Едінбург, Едісон, Елізабеттаун, Евансвілл, Флоренс, Гарден-Сіті, Грінвуд, Гановер, Гонолулу, Гувер, Х'юстон, Індіанаполіс, Джонсборо, Лейквуд (Каліфорнія), Лейквуд (Колорадо), Лоренсвілл, Літлтон, Лоун-Трі, Лос-Анджелес, Луїсвілл, Лінвуд, Мейкон, Манчестер, Маямі, Молін, Нью-Йорк, Норт-Літл-Рок, Оклахома-Сіті, (Оклахома), Парамес, Філадельфія, Фінікс, Піттсбург, Ріверсайд (Каліфорнія), Роджерс, Сейлем (Нью-Гемпшир), Сан-Франциско, Сан-Хосе, Саванна, Шаумбург, Скоттсдейл, Сіетл, Спокан, Спокан-Валлі, Санрайз, Торренс, Ванкувер (Вашингтон), Вашингтон |
| В'єтнам         | Ханой, Хошимін | Ханой |

### Інформація про дорожній рух
Карти Apple показують на карті інформацію про дорожній рух у реальному часі. Крім того, покрокова навігація враховує затримки під час розрахунку очікуваного часу прибуття та час від часу обирає об'їздний маршрут у разі заторів. Apple представила цю функцію в iOS 7 (випущена 18 вересня 2013 року), і станом на червень 2019 року вона доступна в 75 країнах. На початку 2015 року Consumentenbond, голландська організація захисту прав споживачів, досліджувала інформацію про дорожній рух різних навігаційних додатків і дійшла висновку, що Карти Apple дає найбільше помилкових відповідей з усіх семи тестованих додатків.

### Камери контролю швидкості
У iOS 14 з'явилася інформація про камери контролю швидкості під час покрокової навігації. З часом додаються нові країни. Наразі функція доступна у таких країнах:
| Країна          |
| --------------- |
| Андорра         |
| Австралія       |
| Австрія         |
| Бельгія         |
| Бразилія        |
| Канада          |
| Хорватія        |
| Чехія           |
| Данія           |
| Естонія         |
| Фінляндія       |
| Франція         |
| Німеччина       |
| Гібралтар       |
| Греція          |
| Угорщина        |
| Ірландія        |
| Ізраїль         |
| Італія          |
| Японія          |
| Латвія          |
| Литва           |
| Люксембург      |
| Малайзія        |
| Мальта          |
| Мексика         |
| Нідерланди      |
| Нова Зеландія   |
| Норвегія        |
| Польща          |
| Португалія      |
| Румунія         |
| Росія           |
| Сан-Марино      |
| Сінгапур        |
| Словаччина      |
| Словенія        |
| Південна Корея  |
| Іспанія         |
| Швеція          |
| Тайвань         |
| Україна         |
| Велика Британія |
| США             |

### Велосипедні маршрути
Коли Apple анонсувала iOS 14 на WWDC 2020, вони представили велосипедні маршрути для Карт Apple у вибраних містах, включаючи Лос-Анджелес, Нью-Йорк і Лондон. Наступні місця отримали інформацію про велосипедні маршрути для Карт Apple:
| Країна          | Місця                                                        |
| --------------- | ------------------------------------------------------------ |
| Канада          | Монреаль, Торонто, Ванкувер                                  |
| КНР             | Повне покриття в усьому материковому Китаї                   |
| Японія          | Повне покриття                                               |
| Іспанія         | Барселона                                                    |
| США             | Повне покриття в усіх 50 штатах і Вашингтоні, округ Колумбія |
| Велика Британія | Лондон                                                       |

### Повідомлення про інциденти
В iOS 14.5 Apple запровадила нові способи повідомляти про інциденти в режимі реального часу, за допомогою яких користувачі можуть повідомляти про аварії, небезпеки та перевіряти швидкість під час свого маршруту за допомогою Siri. Нові інструменти звітування про інциденти достцпні у наступних країнах:
| Країна          |
| --------------- |
| Австралія       |
| Австрія         |
| Бельгія         |
| Бразилія        |
| Канада          |
| КНР             |
| Чехія           |
| Данія           |
| Фінляндія       |
| Франція         |
| Німеччина       |
| Гонконг         |
| Угорщина        |
| Індія           |
| Ірландія        |
| Італія          |
| Японія          |
| Малайзія        |
| Мексика         |
| Монако          |
| Нідерланди      |
| Нова Зеландія   |
| Норвегія        |
| Польща          |
| Росія           |
| Сан-Марино      |
| Сінгапур        |
| Словенія        |
| ПАР             |
| Іспанія         |
| Швеція          |
| Швейцарія       |
| Тайвань         |
| Таїланд         |
| Туреччина       |
| ОАЕ             |
| Велика Британія |
| США             |
| Ватикан         |

### Роззирнутися
«Роззирнутися» (англ. Look Around) дозволяє користувачеві переглядати 360° зображення на рівні вулиці з плавними переходами під час навігації, щоб забезпечити точність у міському середовищі. Функція «Роззирнутися» була представлена разом з iOS 13 на Apple Worldwide Developers Conference у червні 2019 року. Вона стала публічно доступна як частина iOS 13, з додатковими областями, які будуть охоплені з часом.
| Країна          | Регіон |
| --------------- | --- |
| Андорра         | Повне покриття |
| Австралія       | Повне покриття |
| Канада          | Альберта, Британська Колумбія, Манітоба, Нью-Брансвік, Ньюфаундленд і Лабрадор, Нова Шотландія, Онтаріо, Острів Принца Едварда, Квебек, Саскачеван                                                          |
| Франція         | Метрополія Франції |
| Німеччина       | Повне покриття |
| Ірландія        | Карлоу, Каван, Дублін, Кілдер, Ліїш, Лонгфорд, Лаут, Міт, Монахан, Оффалі, Західний Міт, Вексфорд, Віклов                                                                                                   |
| Італія          | Повне покриття |
| Японія          | Фукуока, Хіросіма, Канадзава, Кіото, Нагоя, Ніїґата, Осака, Саппоро, Сендай, Сідзуока, Такамацу, Токіо |
| Нова Зеландія   | Окленд, Бей-оф-Пленті, Кентербері, Гісборн, Гокс-Бей, Манавату-Вангануї, Марлборо, Нельсон, Нортленд, Отаго, Саутленд, Таранакі, Тасман, Ваїкато, Веллінгтон, Вест-Кост                                     |
| Португалія      | Континентальна Португалія |
| Сан-Марино      | Повне покриття |
| Сінгапур        | Повне покриття |
| Іспанія         | Повне покриття материкової частини Іспанії, включаючи Балеарські та Канарські острови |
| Велика Британія | Единбург, Гібралтар, Лондон |
| США             | Атланта, Бостон, Чикаго, Денвер, Детройт, Х'юстон, Лас-Вегас, Лос-Анджелес, Маямі, Нью-Йорк, Оаху, Філадельфія, Фінікс, Портленд, Сан-Дієго, Агломерація затоки Сан-Франциско, Санта-Крус, Сіетл, Вашингтон |

### Apple Maps Connect
У жовтні 2014 року Apple представила функцію Apple Maps Connect, яка дозволяє власникам малого бізнесу редагувати інформацію про компанію, таку як місцезнаходження та години роботи. Після того, як користувач увійде в систему за допомогою свого Apple ID, йому буде запропоновано пов'язати список місць Карт Apple зі своїм обліковим записом. Користувач може здійснювати пошук у базі даних Apple, щоб знайти свій список або додати відсутній список до бази даних Apple.

### Детальний огляд міста
На WWDC 2021 представники Apple оголосили, що додадуть нову інформацію до різних міст на Картах Apple, включаючи реальну ширину доріг, точні висоти та детальніші зображення деяких будівель і визначних пам'яток. Функція стала доступною в iOS 15 для наступних міст:
| Країна          | Місця |
| --------------- | --- |
| Канада          | Монреаль, Торонто, Ванкувер |
| США             | Атланта, Чикаго, Лас-Вегас, Лос-Анджелес, Маямі, Нью-Йорк, Філадельфія, Сан-Дієго, Сіетл, Агломерація затоки Сан-Франциско, Вашингтон |
| Велика Британія | Лондон |

Apple на WWDC 2022 також оголосила про доступність функції для Мельбурна та Сіднея до кінця року.

### Путівники
На WWDC 2020 Apple оголосила, що в iOS 14 з'являться «Путівники» — пакети туристичної інформації — для певних міст, багато з яких створені сторонніми виданнями. Станом на серпень 2022 року Карти Apple містили такі, хоча й неповні, путівники:
| Путівник                                 | Місця |
| ---------------------------------------- | --- |
| 365 Things Austin                        | Остін |
| Журнал 5280                              | Денвер, Боулдер |
| Музей академії                           | Лос-Анджелес |
| AllTrails                                | Чикаго, Вашингтон, Бостон, Х'юстон, Маямі, Сіетл, Нью-Йорк, Лондон, Малібу, Лос-Анджелес, Сан-Франциско |
| Atlas Obscura                            | Нью-Йорк, Чикаго, Вашингтон, Грінсборо, Лос-Анджелес, Маямі, Бостон, Джексон, Новий Орлеан, Мехіко, Окленд, Сан-Франциско, Лондон |
| blogTO                                   | Торонто |
| Bloomberg                                | Нью-Йорк, Новий Південний Уельс, Саутгемптон, Гемптонс, Іст-Гамптон, Амегенсетт, Монток, Лондон |
| Boston.com                               | Бостон |
| Bumble                                   | Лос-Анджелес |
| Calm                                     | Лос-Анджелес, Сан-Франциско |
| Coffee Meets Bagel                       | Нью-Йорк |
| Complex                                  | Нью-Йорк, Лос-Анджелес, Сан-Франциско |
| Concrete Playground                      | Сідней |
| Culinary Backstreets                     | Нью-Йорк, Мехіко, Порту, Лісабон, Барселона, Марсель, Неаполь, Стамбул, Тбілісі, Шанхай |
| Culture Trip                             | Нью-Йорк, Наяк, Бікен, Марлборо, Пукіпсі, Кінгстон, Верхня частина штату Нью-Йорк, Гудзонська долина, Бостон, AdirondackАдірондак, Вашингтон, Монреаль, Мон-Трамблан, Квебек, Норт-Адамс, Оушен-Сіті, Монток, Мемфіс, Ньюпорт, Орегон, Мертл-Біч, Невада, Кейп-Код, Нантакет, Карибу, Фернандіна, Джексонвілл, Панама-Сіті-Біч, Дейтона-Біч, Орландо, Сарасота, Техас-Сіті, Форт-Маєрс-Біч, Галвестон, Боулдер, Чарлстон, Індіанаполіс, Чикаго, Атланта, Нашвілл, Форт-Лодердейл, Маямі, Маямі-Біч, Вейл, Нейплс, Марко-Айленд, Кі-Ларго, Флорида-Кіс, Ісламорада, Сан-Антоніо, Аспен, Санта-Фе, Новий Орлеан, Х'юстон, Остін, Денвер, Тулум, Сновмасс (Колорадо), Джексон-Гол, Тракі, Тахо-Сіті, Бозмен, Парк-Сіті, Великий каньйон, Банфф, Тусон, Фінікс, Джаспер, Лас-Вегас, Палм-Спрінгз, Біг-Бер, Сільвер-Лейк, Маммот-Лейкс, Канкун, Тізімін, Ласаро-Карденас, Плая-дель-Кармен, Косумель, Седона, Бакалар, Південна Каліфорнія, Сан-Хуан, Пуерто-Вальярта, Західний Голлівуд, Саюліта, Кабо-Сан-Лукас, Сан-Хосе-дель-Кабо, Санта-Барбара, Долина Напа, Сан-Луїс-Обіспо, Йонтвілл, Калістога, Сонома, Вайн-Кантрі, Санта-Крус, Картахена, Мехіко, Сіетл, Саут-Лейк-Таго, Вістлер, Сан-Дієго, Ванкувер, Лагуна-Біч, Портленд, Орегон-Сіті, Лос-Анджелес, Санта-Моніка, Малібу, Лос-Гатос, Сан-Франциско, Кармел-бай-те-Сі, Котсволдські пагорби, Гетеборг, Валенсія, Берлін, Мілан, Прага, Гельсінкі, Венеція, Париж, Відень, Рим, Анакапрі, Хвар, Сорренто, Салоніки, Волос, Констанца, Мауї, Афіни, Мадрид, Оаху, Гонолулу, Міконос, Парос, Тіра, Каїр, Осака, Амстердам, Роторуа, Окленд, Мельбурн, Корнуолл, Суррей, Лондон, Кент, Бадунг, Детройт, Ніагарський водоспад, Філадельфія, Рейк'явік, Сельфосс, Сіглуфйордур, Файф, Единбург, Суонсі, Девон, Бристоль, Сомерсет, Вустершир, Глостершир, Ворикшир, Вілтшир, Оксфордшир, Лісабон, Східний Сассекс, Ес-Сувейра, Кельн, Копенгаген, Стокгольм, Позітано, Равелло, Амальфі, Салерно, Хатінохе, Дубай, Кейптаун |
| Culture Whisper                          | Лондон |
| Curiocity                                | Монреаль, Квебек, Торонто, Лондон, Вашингтон, Драмгеллер, Калгарі, Кананаскіс-Кантрі, Кенмор, Банфф, Сіетл, Ванкувер |
| Departures                               | Філадельфія, Нашвілл, Нью-Йорк, Фолл-Ривер, Талса, Новий Орлеан, Естес-Парк, Бісбі, Маямі, Кі-Вест, Мехіко, Саюліта, Оахака, Пуерто-Ескондідо, Долина Напа, Сан-Франциско, Гудзонська долина, Монтерей, Марін, Томейлс, Рейк'явік, Хоян, Бангкок, Марракеш, Копенгаген, Таорміна, Тиверіада |
| Discover Atlanta                         | Атланта |
| Discover Puerto Rico                     | Аресібо, Кароліна, Рінкон, Камуй, Маягуес, Манаті, Кабо-Рохо, Утуадо, Дорадо, Бокерон, Сіалес, Лахас, Адхунтас, Катаньйо, Баямон, Сан-Хуан, Гваніка, Ороковіс, Хуана-Діас, Ріо-Гранде, Кагуас, Понсе, Коамо, Лукільйо, Фахардо, Салінас |
| EatOkra                                  | Індіанаполіс, Новий Орлеан, Вашингтон, Філадельфія, Нашвілл, Іст-Орандж (Нью-Джерсі), Ньюарк, Нью-Йорк, Атланта, Х'юстон, Денвер, Остін, Бірмінгем, Чарлстон, Балтимор, Лондон |
| Embrace Someplace                        | Портленд |
| Eurotunnel Le Shuttle                    | Кале, Лілль, Париж, Бордо, Реймс |
| FATMAP                                   | Даунівілл, Кірквуд, Тахо-Пайнс, Тахо-Сіті, Саут-Лейк-Таго, Тракі, Стейтлайн, Таго-Віста, Інклайн-Вілледж, Карсон-Сіті, Реддінг, Кернвілл, Ріно, Фресно, Маммот-Лейкс, Скво-Веллі, Нью-Йорк, Денвер, Брекенридж, Моаб, Великий каньйон, Гранд-Каньйон-Вілледж, Тусон, Фінікс, Седона, Скоттсдейл, Флегстафф, Брайс-Каньйон, Оберн, Сіетл, Національний парк Йосеміті, Йосеміті-Веллі, Чилоквін, Віннемакка, Райтвуд, Долина Смерті, Прескотт, Сідар-Сіті, Вістлер, Портленд, Маркетт, Клівленд, Акрон, Піттсбург, Вільямспорт, Чамберсбург, Шенандоа, Стонтон, Шарлотсвілл, Роенок, Редінг, Тускулум, Сент-Луїс, Бун, Бернсвілл, Гатлінбург, Кантон, Гікорі, Ешвілл, Черокі, Долина Пісга, Бревард, Шарлотт, Кін, Нью-Йорк, Вашингтон, Бар-Гарбор, Карибу, Лонг-Веллі, Берлінгтон, Ратленд, Блерсвілл, Кіллінгтон, Невада, Денвер, Боулдер, Голден, Пуебло, Естес-Парк, Еверглейдс, Маямі, Кістоун, Діллон, Сілверторн, Гомстед, Фриско, Вейл, Ледвіль, Б'юна-Віста, Селайда, Аспен, Сноумасс-Вілледж, Кі-Вест, Таос, Крестед-Бютт, Гленвуд-Спрінгс, Ганнісон, Пагоза-Спрінгс, Монтроуз, Юрей, Делта, Тельюрайд, Гранд-Джанкшн, Карлсбад, Дуранго, Альбукерке, Джексон-Гол, Тетон-Вілледж, Вест-Єллоустоун, Дріггс, Моав, Віктор, Монтічелло, Тетон, Терлінгва, Парк-Сіті, Гантсвілл, Генксвілл, Сквоміш, Талкітна, Бангор, Камбрія, Олесунн, Геннінгсверт, Сволвер, Тромсе, Молде, Согндал, Лінген, Домбос, Нарвік, Лінгсейдет, Савоя, Аржантьє, Марракеш, Азілаль, Тарудант, Барселона, Ансі, Ла-Пас, Ла-Клюза, Салланш, Тур де Франс, Ле-Контамін-Монжуа, Шамоні-Мон-Блан, Курмайор, Берн, Цюрих, Гіренбад, Адлісвіль, Ґрайфензеє, Кюснахт, Мерібель, Пфеффікон, Лозанна, Мейлен, Горґен, Ґрюнінґен, Веденсвіль, Штефа, Гомбрехтікон, Ріхтерсвіль, Люцерн, Женева, Рапперсвіль-Йона, Тун, Санкт-Галлен, Шмерікон, Альпнахстад, Абонданс, Інтерлакен, Шампекс, Майрінген, Енгельберг, Адельбоден, Верхня Савоя, Штарнберг, Ансі-ле-В'є, Ґріндельвальд, Клюз, Кляйне-Шайдегг, Гіммельвальд, Кандерштег, Араш-ла-Фрасс, Ле-Гран-Борнан, Фінхаут, Екс-ле-Бен, Емоссон, Сьйон, Бург-Сен-П'єр, Вануаз, Ранда, Церматт, Аланья-Вальсезія, Гальтюр, Ішгль, Берванг, Мюнхен, Потсдам, Одерберг, Ландек, Лойташ, Кюхтай, Навіс, Борміо, Вінер-Нойдорф, Вінер-Нойштадт, Зеефельд-ін-Тіроль, Відень, Татранська Ломниця, Штрбське плесо, Шарніц, Мерано, Лутон, ліс Еппінг, Тегернзее, Зельден, Вандліц, Грінценс, Фінале-Лігуре, Інсбрук, Гетценс, Муттерс, Іглс, Нойштіфт-ім-Штубайталь, Фульпмес, Галль-ін-Тіроль, Белфаст, Гринвіч, Кройдон, Грейвшем, Зіштранс, Мідерс, Рінн, Тульфес, Єнбах, Швац, Мадонна-ді-Кампільйо, Герлос, П'єве-ді-Ледро, Капрі, Неаполь, Амальфі, Катанія, Буштень, перевал Тремальцо, Криммль, Бадія, Корвара-ін-Бадія, Сельва-ді-Валь-Гардена, Больцано, Брессаноне, Мілан, Канацеї, Лівіналлонго-дель-Коль-ді-Лана, Кортіна-д'Ампеццо, Париж, Тіроль, Мендоса, Гора Кука / Аоракі, Хокітіка, Текапо, Ванака, Аспайрінґ, Кардрона, Квінстаун, Катманду, Покхара |
| Fellow (журнал)                          | Портленд, Агломерація затоки Сан-Франциско |
| Fodor's Travel                           | Денвер, Остін, Маямі |
| Fotospot (планувальник дорожніх поїздок) | Детройт, Індіанаполіс, Колумбус, Чикаго, Сіетл, Філадельфія, Вашингтон, Нашвілл, Нью-Йорк, Атланта, Мемфіс, Портленд, Узбережжя Орегону, Бостон, Даллас, Х'юстон, Сан-Антоніо, Техас-Сіті, Новий Орлеан, Лас-Вегас, Ріно, Денвер, Остін, Джексонвілл, Маямі-Біч, Маямі, Кі-Вест, Тусон, Седона, Фінікс, Долина Смерті, Джошуа-Трі, Сан-Дієго, Лагуна-Біч, Лонг-Біч, Лос-Анджелес, Санта-Моніка, Малібу, Біґ-Сур, Сан-Франциско, Палос-Вердес, Сан-Хосе, Оаху, Кауаї, Мауї |
| Галлодетський університет                | Баффало, Рочестер, Джермантаун, Вашингтон, Сілвер-Спринг, Балтимор, Остін, Ріверсайд, Сан-Дієго, Лос-Анджелес, Люксембург |
| Gay Times                                | Лондон |
| GLBT Historical Society                  | Сан-Франциско |
| Golf Digest                              | Мертл-Біч, Чарлстон, Гілтон-Гед-Айленд, Орландо, Тампа, Палм-Біч, Нейплс, Скоттсдейл, Тусон, Фінікс, Сан-Дієго |
| Grim & Mild                              | Айон, Сан-Дієго, Вілліска, Ліберті, Гартфорд, Провіденс, Фолл-Ривер, Ньюпорт, Коос, Порт-Таунсенд, Сан-Франциско, Лонг-Біч, Максвелл, Меріон, Адамс, Лоуренс, Менсфілд, Шебойган, Су-Сент-Марі |
| Gulfshore Life                           | Каптіва, Сенібел, Кейп-Корал, Південно-західна Флорида, Форт-Маєрс, Естеро, Боніта-Спрінгс, Нейплс, Марко-Айленд |
| HappyCow                                 | Чикаго, Міннеаполіс, Нью-Йорк, Філадельфія, Вашингтон, Атланта, Нашвілл, Маямі, Бостон, Новий Орлеан, Денвер, Х'юстон, Портленд, Остін, Фінікс, Лос-Анджелес, Сан-Франциско, Лондон, Монреаль, Гонолулу |
| Hawaii.com                               | Гіло, Мауї, Кайлуа-Кона, Гонолулу, Кауаї |
| HER                                      | Лос-Анджелес, Сан-Франциско, Лондон, Торонто, Нью-Йорк |
| Hidden Cities                            | Флоренція, Тренто, Валенсія, Гамбург, Девентер, Ексетер |
| Hop Culture                              | Чикаго, Піттсбург, Нью-Йорк, Шарлотт, Берлінгтон, Тампа, Санкт-Петербург, Денвер, Остін, Маямі, Південна Каліфорнія, Лос-Анджелес |
| Houston Chronicle                        | Х'юстон |
| Hyperlocal                               | Альбукерке, Аптос, Атланта, Орора, Остін, Берклі, Бостон, Калгарі, Шагрин-Фоллс, Чикаго, Клівленд, Комптон, Даллас, Форт-Верт, Гері, Гемптон, Гобарт, Х'юстон, Гадсон, Лейк-Стейшен, Лас-Вегас, Лондон, Лонг-Біч, Лос-Анджелес, Луїсвілл, Маямі, Манстер, Нантакет, Нашвілл, Ньюарк, Новий Орлеан, Ньюпорт-Ньюс, Нью-Йорк, Норфолк, Окленд, Орландо, Окснард, Філадельфія, Портсмут, Сан-Франциско, Санта-Крус, Сіетл, Солон, Вірджинія-Біч, Вашингтон |
| I Just Love                              | Афіни, Атланта, Окленд, Детройт, Лондон, Лос-Анджелес, Маямі, Париж, Нью-Йорк |
| Intentionalist                           | Нью-Йорк, Сіетл, Лос-Анджелес, Сан-Франциско, Лондон |
| KAYAK                                    | Орландо, Денвер, Лас-Вегас |
| komoot                                   | Берлін, Гессен, Суррей, Денвер, Дербішир, Манчестер, Лондон |
| Lonely Planet                            | Торонто, Нью-Йорк, Чикаго, Вашингтон, Монреаль, Бостон, Невада, Х'юстон, Маямі, Сіетл, Ванкувер, Лос-Анджелес, Сан-Франциско, Лондон, Барселона, Рим |
| Lore                                     | Балтимор, Бостон, Саванна, Новий Орлеан |
| Los Angeles LGBT Center                  | Лос-Анджелес |
| Лос-Анджелес Таймс                       | Гумбольдт, Мендосіно, Лонг-Біч, Інглвуд, Лос-Анджелес, гори Кламат |
| Louis Vuitton                            | Чикаго, Нью-Йорк, Маямі, Мехіко, Лос-Анджелес, Сан-Франциско, Лондон, Лісабон, Амстердам, Париж, Мадрид, Реймс, Арль, Берлін, Мілан, Прага, Венеція, Рим, Москва, Сан-Паулу, Ріо-де-Жанейро, Стамбул, Токіо, Сеул, Тайбей, Гонконг, Кейптаун, Бангкок, Сінгапур, Сідней, Пекін, Шанхай |
| Lyft                                     | Сіетл |
| Macmillan Publishers                     | Санфлавер, Нашвілл, Бірмінгем, Анністон, Монтгомері, Атланта, Грінсборо, Вашингтон |
| Червоний путівник Мішлен                 | Вашингтон, Нью-Йорк, Чикаго, Лондон, Париж, Люксембург, Ґуанчжоу |
| Narcity                                  | Торонто, Оттава, Монреаль, Квебек, Калгарі, Едмонтон, Банфф, Ванкувер |
| National Park Foundation                 | Чикаго, Вашингтон, Нью-Йорк, Атланта, Бостон, Маямі, Сіетл, Сан-Франциско, Південна Каліфорнія, Техас-Сіті |
| NYC LGBT Historic Sites                  | Нью-Йорк |
| OpenTable                                | Нью-Йорк, Торонто, Чикаго, Денвер, Сіетл, Ванкувер, Лос-Анджелес, Лівермор, Санта-Роза, Сан-Франциско |
| Petal Republic                           | Нью-Йорк, Чикаго, Філадельфія, Вашингтон, Шарлотт, Бостон, Даллас, Х'юстон, Денвер, Остін, Маямі, Сан-Антоніо, Фінікс, Сіетл, Сан-Дієго, Лос-Анджелес, Сан-Франциско, Лондон |
| Philadelphia Inquirer                    | Філадельфія |
| PRIOR                                    | Грінпорт, Даксбері, Гудзонська долина, Нью-Йорк, Вашингтон, Чарлстон, Саванна, Новий Орлеан, Нашвілл, Сіетл, Лос-Анджелес, Беверлі-Гіллз, Вентура, Окленд, Біґ-Сур, Сан-Франциско, Маршалл, Малібу, Саммерленд, Монтесіто, Санта-Барбара, Санта-Інес, Стоунволл, Дель-Норте, Джексон, Мауї, Сомерсет, Оксфорд, Порту, Лісабон, Кашкайш, Амстердам, Антверпен, Париж, Ліон, Страсбург, Марсель, Барселона, Фігерас, Потсдам, Оттерло, Мадрид, Гумлебек, Лондон, Мехіко, Касабланка, Агадір, Марракеш, Мілан, Флоренція, Турин, Бра, Трієст, Прага, Відень, Мец, Рим, Стамбул, Сальта, Модіка, Каїр, Кіото, Вакаяма, Джайпур, Мумбаї, Бангкок, Сідней, Брисбен, Торонто, Кампала, Хюе |
| Red Bull Records                         | Чикаго, Нью-Йорк, Атланта, Маямі, Лос-Анджелес, Солт-Лейк-Сіті |
| Religion of Sports                       | Нью-Йорк |
| Rick Steves' Europe                      | Рим, Париж, Лондон |
| Roadtrippers                             | Траверс-Сіті, Беллєр, Чикаго, Піттсбург, Вашингтон, Нью-Йорк, Йонкерс, Блумінгтон, Манчестер, Бостон, Невада, Кокер-Сіті, Орландо, Галвестон, Денвер, Делрей-Біч, Санта-Фе, Великий каньйон, Лас-Вегас, Джошуа-Трі, Карлсбад, Сан-Дієго, Лос-Анджелес, Сан-Франциско |
| Roaming Hunger                           | Нью-Йорк, Остін, Портленд, Лос-Анджелес, Сан-Франциско |
| San Francisco Chronicle                  | Сан-Франциско |
| Secret Media Network                     | Лос-Анджелес, Нью-Йорк, Лондон, Західний Сассекс, Ессекс, Східний Сассекс, Кент |
| Shazam                                   | Лондон |
| Смітсонівський інститут                  | Вашингтон, Такома, Генуя, Занзібар |
| Spoon University                         | Вашингтон, Бостон |
| Sprudge                                  | Колумбус, Торонто, Баффало, Мілвокі, Вашингтон, Монреаль, Остін, Калгарі, Фінікс, Ванкувер (Канада), Ванкувер (Вашингтон), Лос-Анджелес, Сакраменто, Сан-Франциско, Ексетер, Лондон, Гельсінкі, Мумбаї, Ханой |
| Street Art Cities                        | Нью-Йорк, Маямі, Лос-Анджелес, Абердин, Манчестер, Остенде, Амстердам, Антверпен, Гент, Гаага, Мадрид, Герлен, Сагунт, Валенсія, Берлін, Котіньола, Ліоні, Рагуза, Лондон, Портсмут |
| Сіднейський Марді Гра                    | Сідней |
| Tennessee Tourism                        | Ноксвілл, Нашвілл, Чаттануга, Мемфіс |
| The Infatuation                          | Чикаго, Нашвілл, Філадельфія, Вашингтон-Гайтс, Нью-Йорк, Монток, Портленд, Провіденс, Бостон, Чарлстон, Остін, Маямі, Сіетл, Лос-Анджелес, Окленд, Сан-Франциско, Лондон, Мехіко, Париж, Барселона, Рим |
| The Nature Conservancy                   | Огайо, Невада, Форт-Девіс, Вашингтон, Нью-Йорк, Сан-Франциско |
| The Points Guy                           | Шарлотт, Х'юстон, Лас-Вегас, Лос-Анджелес, Маямі, Філадельфія, Фінікс, Сан-Франциско, Сіетл, Даллас, Денвер, Нью-Йорк |
| The Six Fifty                            | Сан-Франциско, Сан-Матео, Кремнієва долина, Сан-Хосе, Санта-Клара |
| Вашингтон пост                           | Вашингтон, Нью-Йорк, Лос-Анджелес, Сан-Франциско, Лондон, Гринвіч |
| Thrillist                                | Чикаго, Сіетл, Денвер, Сан-Дієго, Міннеаполіс, Даллас, Остін, Мемфіс, Нашвілл, Атланта, Вашингтон, Балтимор, Гудзонська долина, Філадельфія, Нью-Йорк, Джерсі-Шор, Х'юстон, Бостон, Маямі, Лас-Вегас, Лос-Анджелес, Сан-Франциско |
| TikTok                                   | Вествуд, Аркадія, Південна Каліфорнія, Лос-Анджелес, Нью-Йорк, Оаху, Гонолулу, Санта-Моніка, Окленд, Сан-Франциско, Берклі, Чикаго |
| Time Out                                 | Денвер, Вашингтон, Нью-Йорк, Лос-Анджелес, Сан-Франциско, Лондон, Порту, Лісабон, Барселона, Сідней, Мельбурн, Мадрид, Чикаго, Філадельфія, Х'юстон, Остін, Сіетл, Квебек, Монреаль, Бостон, Маямі, Новий Південний Уельс |
| Timestorm (подкаст)                      | Нью-Джерсі, Сан-Хуан, Національний ліс Ель-Юнке |
| tinybeans                                | Гленко, Чикаго, Брукфілд, Шаумбург, Лемонт, Лаєл, Вільямспорт, Вашингтон, Арлінгтон, Разерфорд, Нью-Йорк, Альто, Досонвілл, Гейнсвілл, Бюфорд, Вудсток, Розвелл, Стоун-Маунтін, Атланта, Карроллтон, Бостон, Сіетл, Маямі, Еверетт, Іссаква, Мейпл-Веллі, Сногоміш, Редмонд, Мілл-Крік, Кент, Скайфорест, Ботелл, Кіркленд, Кенмор, Мерсер-Айленд, Редлендс, Сан-Бернардіно, Федерал-Вей, Такома, Лейквуд, Портленд, Сан-Дієго, Анагайм, Оріндж, Пасадіна, Ла-Каньяда-Флінтридж, Лагуна-Біч, Глендейл, Коста-Меса, Лос-Анджелес, Бербанк, Лонг-Біч, Беверлі-Гіллз, Калвер-Сіті, Торренс, Санта-Моніка, Мангеттен-Біч, Ранчо-Палос-Вердес, Мурпарк, Малібу, Сан-Хосе, Окленд, Берклі, Сан-Матео, Саусаліто, Сан-Франциско, Санта-Крус, Гаф-Мун-Бей, Спрінґ-Ґров, Піотон, Бартлетт, Ковінгтон, Френдшип, Лоренсвілл, Стаффорд, Кесвік, Стівенсвілл, Кліфтон, Форт-Вашингтон, Аннаполіс, Каммінг, Манассас, Маріетта, Паудер-Спрінгс, Глен-Еко, Гайрем, Термонт, Басьє, Аємсвілл, Дулут, Лонг-Гроув, Еванстон, Нортбрук, Гленв'ю, Оук-Парк, Елмгерст, Роузмонт, Роллінг-Медоус, Лейк-Вілла, Макгенрі, Вернон-Гіллс, Ворренвілл, Нейпервілл, Гарвард, Мерсерсбург, Вінчестер, Гот-Спрінгс, Карролл-Веллі, Беррівілл, Люрей, Лаветтсвілл, Раунд-Гілл, Льюїсберрі, Маркем, Перселлвілл, Делаплан, Юніон-Брідж, Лісбург, Дікерсон, Пулсвілл, Манчестер, Медісон, Геймаркет, Герндон, Грейт-Фоллс, Сентервілл, В'єнна, Ферфакс, Маклейн, Фолс-Черч, Колледж-Парк, Палмертон, Александрія, Бруклін, Балтимор, Лортон, Кепітол-Гайтс, Таннерсвіль |
| Toronto Life                             | Торонто |
| Travel Insider                           | Брисбен, Дарвін, Сідней, Канберра, Мельбурн, Гобарт, Аделаїда, Перт |
| Tribeza                                  | Остін |
| Travel Texas                             | Грем, Х'юстон, Галвестон, Форт-Верт, Кет-Спрінг, Бернет, Остін, Спайсвуд (Техас), Бей-Сіті, Дриппінг-Спрінгс, Вімберлі, Хє, Бланко, Стоунволл, Фредеріксбург, Сан-Антоніо, Комфорт, Порт-Еранзес, Бандера, Конкан, Балмерей, Саут-Падре-Айленд, Форт-Девіс, Марфа, Тайлер, Лонгв'ю, Джефферсон, Палестін, Маршалл, Накодочес, Корпус-Крісті, Браунсвілл |
| Tribeza                                  | Остін, Фредеріксбург |
| VanMoof                                  | Говернорс |
| Visit Colorado                           | Форт-Морган, Грілі, Форт-Коллінс, Лавленд, Денвер, Лонгмонт, Касл-Рок, Літлтон, Колорадо-Спрінгс, Боулдер, Моррісон, Естес-Парк, Евергрін, Сентрал-Сіті, Віктор, Джорджтаун, Волден, Гот-Салфер-Спрінгс, Кістоун, Брекенридж, Весткліфф, Кучара, Копер-Маунтін, Вейл, Б'юна-Віста, Ейвон, Стімбоут-Спрінгс, Вілла-Гроув, Аламоса, Аспен, Гленвуд-Спрінгс, Ганнісон, Лейк-Сіті, Пагоза-Спрінгс, Юрей, Дюранго, Тельюрайд, Нюкла |
| VolunteerMatch                           | Детройт, Нашвілл, Вашингтон, Нью-Йорк, Лос-Анджелес, Сан-Франциско, Гонолулу, Чикаго, Міннеаполіс, Маямі, Сіетл, Фінікс, Портленд, Атланта, Бостон, Новий Орлеан, Даллас, Х'юстон, Денвер, Остін |
| Washingtonian                            | Вашингтон |
| Welcome to Chinatown                     | Нью-Йорк |
| Wikiloc                                  | Ліван, Руссільйон, Байонна, Долина Монументів, Тромсе, Ла-Монжі, Південний Тіроль, Зальцбург, Гояс, Сан-Паулу, Ріо-де-Жанейро, Флоріанополіс, Міранда, Парана |
| WSL                                      | Оахака-де-Хуарес, Мауї |
| Zagat                                    | Нью-Йорк, Маямі |

### Нативні рейтинги та відгуки
У iOS 14 додано власні рейтинги та огляди, щоб спростити пошук рейтингів. Як наслідок, підтримка Yelp поступово припиняється на користь цієї нової системи. У перелічених нижче країнах доступні нативні рейтинги та відгуки:
| Країна                   |
| ------------------------ |
| Албанія                  |
| Аргентина                |
| Вірменія                 |
| Австралія                |
| Австрія                  |
| Бангладеш                |
| Білорусь                 |
| Бельгія                  |
| Болівія                  |
| Бразилія                 |
| Болгарія                 |
| Камбоджа                 |
| Канада                   |
| Колумбія                 |
| Коста-Рика               |
| Кот-д'Івуар              |
| Хорватія                 |
| Кіпр                     |
| Чехія                    |
| Данія                    |
| Домініканська Республіка |
| Еквадор                  |
| Естонія                  |
| Фінляндія                |
| Грузія                   |
| Німеччина                |
| Гана                     |
| Греція                   |
| Гватемала                |
| Гондурас                 |
| Гонконг                  |
| Угорщина                 |
| Ісландія                 |
| Ірландія                 |
| Італія                   |
| Ямайка                   |
| Японія                   |
| Казахстан                |
| Лаос                     |
| Латвія                   |
| Лівія                    |
| Литва                    |
| Люксембург               |
| Мальта                   |
| Малайзія                 |
| Мексика                  |
| Монако                   |
| Монголія                 |
| М'янма                   |
| Непал                    |
| Нідерланди               |
| Нова Зеландія            |
| Нігерія                  |
| Пакистан                 |
| Парагвай                 |
| Перу                     |
| Польща                   |
| Португалія               |
| Румунія                  |
| Сенегал                  |
| Сербія                   |
| Сінгапур                 |
| Словаччина               |
| Словенія                 |
| ПАР                      |
| Іспанія                  |
| Шрі-Ланка                |
| Швеція                   |
| Швейцарія                |
| Тайвань                  |
| Таїланд                  |
| Туреччина                |
| Україна                  |
| Велика Британія          |
| США                      |
| Узбекистан               |
| Ватикан                  |

## Частка ринку

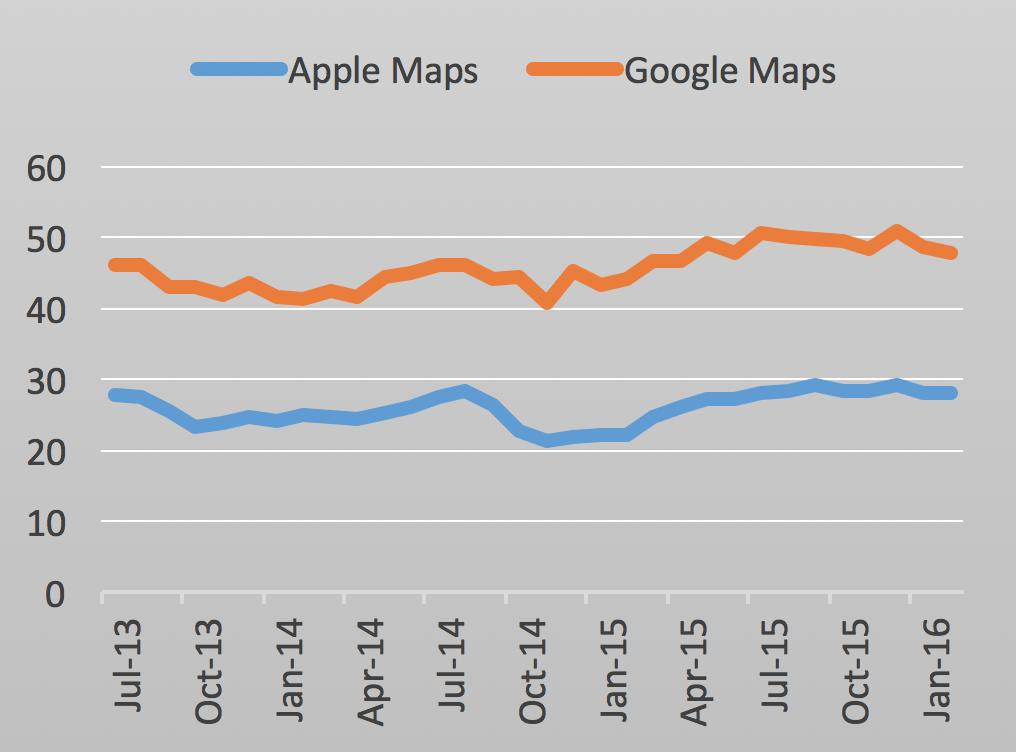
Графік, що демонструє відсоток американських користувачів смартфонів, які користувалися Картами Apple (синя лінія) і Картами Google (помаранчева лінія) у період з липня 2013 року по лютий 2016 року (оцінка comScore)

ComScore дослідила ринкові частки різних веб-картографічних сервісів у Сполучених Штатах за допомогою опитувань. До запуску Карт Apple у вересні 2012 року 103,6 млн американців користувалися iOS або Android, 81 млн із яких користувався Картами Google. За даними comScore, остання цифра впала до 58,7 млн у вересні 2013 року, через рік після випуску Карт Apple. Водночас, у США було 35 млн користувачів Карт Apple в США серед 136,7 млн користувачів iOS або Android. Із 60,1 млн користувачів iPhone 8,3 млн використовували Карти Google. Однак деякі з цих користувачів iPhone не могли використовувати Карти Apple, оскільки їхні пристрої не були оновлені до iOS 6. Крім того, дослідження comScore, проведене в період з липня 2013 року по лютий 2016 року, показало, що від 20 % до 30 % усіх користувачів смартфонів у США використовували Карти Apple — включаючи користувачів з операційними системами, з якими Карти Apple несумісні. За той же період було зроблено висновок, що від 40 % до 51 % американських власників смартфонів користуються Картами Google.
Крім того, comScore вивчив ринкову частку Карт Apple серед користувачів iPhone у Великій Британії. У вересні 2013 року, через рік після запуску, понад 6,2 млн із 10,35 млн британських власників iPhone використовували Карти Apple. Карти Google мали другу за величиною частку ринку серед британських власників iPhone — понад 1,8 млн користувачів.
У другій половині 2013 року британський інтернетпровайдер EE Limited прийшов до висновку, що частка ринку Карт Apple у Великій Британії становить 64 % користувачів мережі 4G і 57 % користувачів мережі 3G. Дослідження включало порівняння даних інтернетпровайдера та результатів розслідування Taylor Nelson Sofres серед 1000 користувачів мережі 4G. Однак EE Limited не вказала, скільки її абонентів мали iPhone. Згідно з подальшим дослідженням EE Limited, у першій половині 2014 року частка ринку Карт Apple серед користувачів iPhone зросла: 70 % користувачів мережі 4G і 76 % користувачів мережі 3G. На кінець того ж року ці ж значення становили 73 % і 82 % відповідно.

## Ранні неточності
Карти Apple отримали значну критику після запуску 19 вересня 2012 року через неправильні та неточні інформацію про місця та визначні місця. Багато з цих помилок було виправлено.
Деякі місця були підписані з помилками, відображалися з неправильною назвою або взагалі були відсутні. Приклади таких помилок включали українську столицю Київ, яка була неправильно написана як «Kylv», замість «Kyiv», валлійське місто Понтипрідд, точка якого була відображалася за 10 кілометрів на північний схід від його фактичного розташування, та англійське місто Стратфорд-апон-Ейвон, якого взагалі не було в Картах Apple. Крім того, коли користувачі шукали «Лондон» (англ. London), на карті відображалося канадське місто Лондон, Онтаріо, замість однойменного міста, столиці Великої Британії. Багато користувачів скаржилися на застарілі або неточні дані про компанії та визначні місця. Наприклад, у Великій Британії мережі, яких більше не існує, все ще були на картах, а великі магазини помилково були нанесені на карту у дворах. Крім того, у Великій Британії Вілліс-Тауер відображалася не у фактичному місці розташування. Інколи інформації у Картах Apple взагалі було недостатньо для пошуку компаній чи інших місць. Наприклад, були відсутні лондонська залізнична станція і станція метро Паддінгтон і Токійський вокзал, а центральний залізничний вокзал Гельсінкі було зображено як парк. Крім того, парки іноді відображалися як аеропорти.
Неодноразово державні органи та політики попереджали громадян про помилки з Картами Apple. На початку грудня 2012 року департамент поліції австралійського міста Мілдьюра попередив людей, які планували дістатися до міста за допомогою Карт Apple, що Мілдьюра відображалося на карті в центрі національного парку Муррей-Сансет, за 64 кілометри від його фактичного місця розташування. У поліцейському департаменті заявили, що ця помилка потенційно небезпечна для життя, оскільки температура в національному парку може піднятися до 46 °C, а подорожуючі залишаться без запасів води. Поліція врятувала щонайменше чотирьох людей, одна з яких заблукала на 24 години. Після цього відділ поліції спробував зв'язатися з Apple, щоб вирішити проблему. Apple виправила помилку в грудні 2012 року. Алан Шаттер, тодішній міністр юстиції та рівності та міністр оборони Ірландії, зробив попередження через помилку в Картах Apple: біля столиці Ірландії Дубліна відображався неіснуючий аеропорт. Це місце насправді було громадським господарством під назвою «Аеродром» (англ. Airfield). У своїй заяві Шаттер написав, що помилка була небезпечною, оскільки пілот міг спробувати здійснити там аварійну посадку.

### Реакція Apple
У результаті критики Тім Кук, генеральний директор Apple Inc., 28 вересня 2012 року опублікував на вебсайті Apple листа з вибаченнями, в якому він перепросив за «розчарування», яких зазнали користувачі. Він сказав, що Apple програла, і що компанія докладає всіх зусиль, щоб покращити картографічний сервіс. Кук також зазначив, що незадоволені користувачі можуть використовувати конкуруючі картографічні програми, такі як Bing Maps, MapQuest, Waze, Карти Google і Nokia Maps. Раніше Стів Джобс, колишній генеральний директор Apple Inc., використовував такий спосіб вибачення. За тиждень до публікації листа з вибаченнями, одразу після запуску Карт Apple, прессекретар Apple Труді Міллер заявила вебсайту технологічних новин All Things Digital, що Карти Apple є важливою ініціативою і що вони «тільки починають з нею». Міллер також сказала, що програма покращуватиметься, оскільки ним користуватиметься більше людей.
Після критики двоє ключових співробітників покинули компанію через проблеми, пов'язані з Картами Apple. Про відхід Скотта Форстолла, старшого віцепрезидента iOS, було оголошено в жовтні 2012 року. Джерела повідомили вебсайту технологічних новин The Verge, що його звільнили за відмову підписати листа з вибаченнями Тіма Кука. За даними ділового журналу Блумберг Бізнесвік, Річард Вільямсон, відповідальний за команду картографування в Apple, звільнився наступного місяця. Його наступником став Едді К'ю.
У червні 2016 року Едді К'ю сказав в інтерв'ю Fast Company, що Apple «повністю недооцінила продукт, його складність». Він також сказав, що проблеми з Картами Apple призвели до «значних змін у всіх наших процесах розробки». Після запуску Карт, Apple почала пропонувати публічні бета-версії нових версій iOS і OS X. Крім того, К'ю прокоментував, що перед запуском Карт виконавча команда Apple довго обговорювала, чи варто Apple мати власний картографічний сервіс. Через місяць Тім Кук згадав про запуск Карт Apple в інтерв'ю Вашингтон пост і сказав, що «Карти були помилкою». Він додав, що компанія визнала свою помилку і тепер компанія пишається Картами завдяки вдосконаленням.

### Реакція TomTom
Як основний постачальник картографічних даних TomTom також зазнав критики. Сеес ван Док, керівник відділу дизайну взаємодії з користувачем TomTom, у квітні 2013 року сказав вебсайту новин про технології TechRadar, що проблема в Apple. За його словами, Apple намагалася об'єднати занадто багато джерел даних для створення Карт Apple.

## Інша критика
У кількох країнах виникли суперечки, які торкнулися Карт Apple.

### Китай
Apple також стала об'єктом критики через свою карту, що стосується великого регіону Китаю. Apple використовує постачальника карт Китаю для відображення карт у континентальному Китаї та TomTom і місцевих постачальників карт для Тайваню та Гонконгу. Якщо телефон знаходиться в материковому Китаї, це може призвести до того, що всі фотографії з геотегами, зроблені в Гонконзі, Макао, Тайвані, Аруначал-Прадеш або спірних островах Південнокитайського моря, можуть відображатися з неправильним розташуванням або відображати територію як частину Китаю. Існують деякі проблеми з англійською мовою, якщо використовувати китайську транслітерацію піньїнь китайських назв на Тайвані та в Гонконгу. Фотографії, зроблені в Тайбеї чи Ітанагарі, відображатимуть розташування відповідно як «Провінція Тайвань, Китай» (англ. Taiwan Province, China) або «Тибетський автономний район, Китай» (англ. Tibet Autonomous Region, China). Крім того, Apple у Китаї погодилася на маніпуляцію з Картами Apple, щоб підтримати Китай у суперечці щодо островів Сенкаку, зробивши острови, на які претендує Китай, візуально більшими, ніж вони є насправді, у рамках бізнесугоди, яка була укладена особисто генеральним директором Apple Тімом Куком.

### Росія
Після російської анексії Криму в 2014 році Apple стикнулася з проблемою, як позначити регіон, що викликало обурення в обох країнах. У 2019 році Apple була розкритикована за те, що назвала Крим частиною Росії, а не України.
У відповідь на російське вторгнення в Україну в 2022 році Apple призупинила свою діяльність в Росії. Apple також вимкнула інформацію про поточний трафік та інші функції в Картах, як зазначили в компанії, «з міркувань безпеки для тих хто живе в Україні».

## Відгуки після 2016 року
Незважаючи на усунення попередніх проблем, Карти Apple отримали неоднозначні відгуки: деякі критики хвалили її функцію «Flyover» та зовнішній вигляд карти вулиць, тоді як інші критикували відсутність функцій, подібних до тих, що є в Картах Google. У ZDNet зазначили: «[Карти Apple] мали певну частку проблем, але Карти Apple повернулися з помстою. Завдяки приголомшливій 3D-графіці та агресивній мультиплатформенній стратегії Apple нарешті має намір змінити наші геопросторові очікування — і опустити Google на кілька сходинок». Редактор The Street написав: «Але сьогодні, і, ймовірно, після оновлення iOS 7, Карти Apple набули своїх прав. Незважаючи на тривалу відсутність маршрутів громадського транспорту (під час останньої перевірки Apple все ще пропонує Карти Google та інші програми для „прокладення маршрутів“), тепер я віддаю перевагу Apple, а не Google». У Macworld зазначили: «Карти Apple значно покращилися з моменту їх запуску, і тепер ми дійшли висновку, що покрокова навігація набагато краща, ніж пропонована Google. Хоча є сфери, які і Google, і Apple можуть покращити, ми впевнені, що використання Карт Apple не скерує вас до Темзи, і що більшість початкових проблем виправлено». Thrillist опублікував статтю про те, що Карти Apple працюють краще, ніж Карти Google, вихваляючи їх здатність дозволяти користувачеві «миттєво надсилати маршрути з комп'ютера на телефон», «переглядати покрокові вказівки на екрані блокування», «отримувати конкретніші рекомендації щодо визначних пам'яток поблизу», «дізнаватися, у який вагон метро сісти та яким виходом скористатися», «переглядати реальні деталі» та «отримувати безперебійні маршрути від Siri».
Республіка Китай (Тайвань) був класифікований як провінція Китайської Народної Республіки в заявці в 2013 році; пошуковий запит «Тайвань» було автоматично змінено на «Китай, провінція Тайвань» спрощеною китайською мовою, що спонукало Міністерство закордонних справ Тайваню вимагати від Apple виправлення.